# Avifauna Mitteleuropas

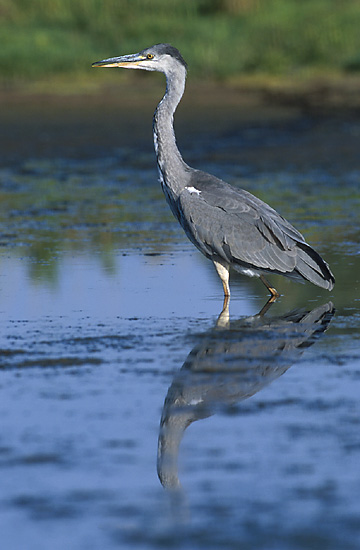
Graureiher

Als Avifauna Mitteleuropas werden die Vogelarten bezeichnet, die als Brutvogel, Durchzügler oder Wintergast in Mitteleuropa auftreten. Damit zählen zur Avifauna auch Neozoen wie beispielsweise die Kanadagans, die in Mitteleuropa durch den Menschen eingebürgert wurde, und die sogenannten Irrgäste, deren eigentliche Brutareale, Zugwege und Überwinterungsgebiete weit entfernt liegen und die Mitteleuropa nur selten oder ausnahmsweise erreichen. Insgesamt sind derzeit Brutvögel aus 21 Ordnungen in Mitteleuropa vertreten, davon geht der rezente Brutbestand von zwei Ordnungen, nämlich den Papageien und Flamingos, allein auf Gefangenschaftsflüchtlinge zurück. Keine der Arten ist ausschließlich auf Mitteleuropa beschränkt. Nur wenige Arten wie beispielsweise der Rotmilan haben ihren Verbreitungsschwerpunkt in Mitteleuropa.
Die Zahl der Brutvögel variiert in Abhängigkeit von der Lebensraumvielfalt, die eine Region bietet. In der Schweiz brüten beispielsweise im tendenziell formenvielfältigeren Flachland auf einer Fläche von 100 Quadratkilometern durchschnittlich 97 Arten, dagegen werden in den vergleichsweise formenärmeren Regionen oberhalb von 1800 Höhenmetern 47 Arten von Brutvögeln gezählt. Der Brutvogelbestand einer Region ist grundsätzlich nicht statisch. Auch ohne anthropogenen (menschlichen) Einfluss verschwinden gebietsweise einzelne Arten oder erschließen sich eine Region neu. Wacholderdrossel und Türkentaube sind Beispiele für Arten, die sich natürlich in den letzten zwei Jahrhunderten weite Teile Mitteleuropas als Lebensraum erschlossen haben. Die Brutbestände des Steinsperlings dagegen sind unter anderem aufgrund einer Nistplatzkonkurrenz mit Staren und Haussperlingen sowie einer Folge kühler und feuchter Sommer in Mitteleuropa erloschen. Anthropogene Einflüsse haben jedoch sowohl auf die Artenvielfalt als auch auf den jeweiligen Bestand deutlich stärkeren Einfluss. Großräumige Waldrodungen während der mitteleuropäischen Siedlungsgeschichte haben vielen nicht an den Wald gebundenen Vogelarten erst die Möglichkeit gegeben, sich in Mitteleuropa weiträumig zu verbreiten. Die mitteleuropäischen Heiden, ein Landschaftstyp, der für viele Ödlandbrüter eine wichtige Bedeutung als Brutareal hat, sind fast ausschließlich durch langjährige Übernutzung durch den Menschen entstanden. In den letzten Jahrzehnten hat der Mensch den mitteleuropäischen Lebensraum jedoch sehr schnell verändert. Grundwasserabsenkung, Entwässerung von Feuchtgebieten, Flussbegradigungen, Zerstörung von Überschwemmungsflächen und Verlandungszonen, Torfabbau, Aufforstung von Mooren, Flurbereinigung, Eindeichung und die Eutrophierung von Böden und Gewässern sowie ein großräumiger Pestizideinsatz haben bei vielen Arten zu deutlichen Bestandsrückgängen geführt. Parallel dazu haben die Anstrengungen zugenommen, die mitteleuropäische Artenvielfalt zu erhalten. Sehr früh wurden einzelne Arten unter Schutz gestellt, was beispielsweise bei Mäusebussard, Graureiher und Kormoran zu deutlichen Bestandserholungen geführt hat. Erhebliche naturschutzpolitische Anstrengungen haben auch zu einer positiven Bestandsentwicklung bei See-, Stein- und Fischadler, Uhu und Wanderfalke geführt. Ein großer Teil der derzeitigen Anstrengungen, die Vielfalt der Avifauna Mitteleuropas zu bewahren, konzentriert sich mittlerweile auf den Lebensraumerhalt.

## Mitteleuropa

### Der Begriff Mitteleuropa
Mitteleuropa bezeichnet eine Region in Europa, für die es keine eindeutigen Kriterien gibt, die zur Abgrenzung herangezogen werden können. Die Region kann politisch, kulturhistorisch oder naturräumlich definiert werden, als grobe naturräumliche Abgrenzung gelten im Westen und Nordwesten der Rhein, im Norden die Nordsee, die Eider und Ostsee sowie im Osten Weichsel und Ostkarpaten, im Südosten der Unterlauf der Donau, im Süden die Drau und die Alpenkette. Behelfsmäßig werden häufig Staatengrenzen herangezogen, um den Raum Mitteleuropas zu definieren. Diesen Ansatz greift auch das Handbuch der Vögel Mitteleuropas auf, dem hier gefolgt wird. Der mitteleuropäische Raum umfasst nach dieser Definition die Staaten Belgien, Deutschland, Luxemburg, Niederlande, Österreich, Polen, Schweiz, Slowakei, Tschechien und Ungarn sowie das Fürstentum Liechtenstein.

### Klimatische Verhältnisse

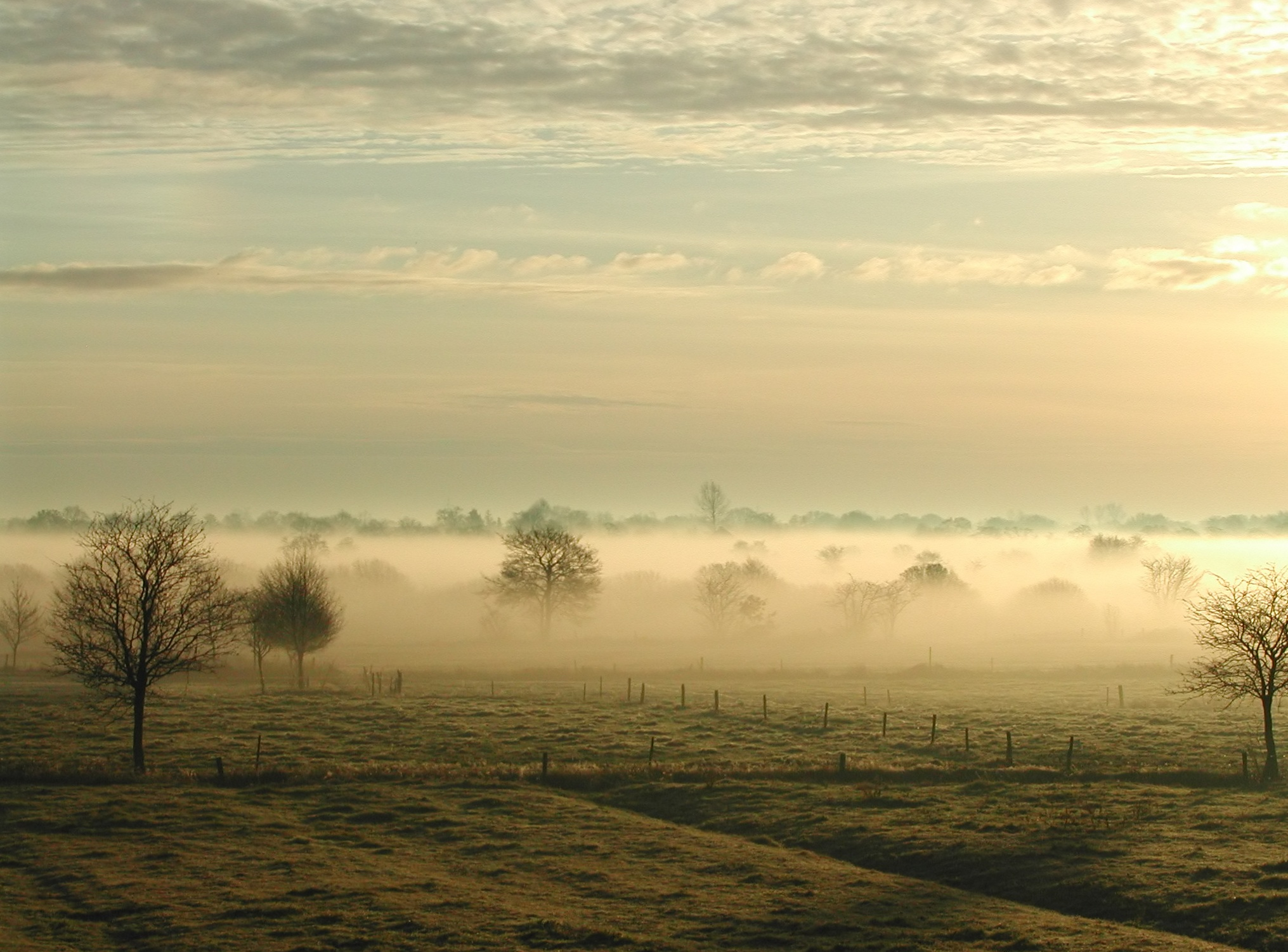
Nebel in Ostfriesland

Mitteleuropa liegt innerhalb der temperaten Zone, für die ein kühl gemäßigtes Klima mit einem ausgeprägten Jahreszeitenwechsel kennzeichnend ist. Verglichen mit Nordeuropa dauern Frühjahr und Herbst lang an. Extreme Temperaturwerte sind in Mitteleuropa wenig ausgeprägt. Lufttemperaturen von mehr als 30 °C werden im Sommer selten über- und Temperaturen von −20 °C im Winter selten unterschritten. Vom Westen nach Osten ist ein deutliches Ozeanitätsgefälle feststellbar: Der Westen und der Nordwesten Mitteleuropas weisen ein atlantisch-subatlantisches Klima auf, während im Osten subkontinentale Klimabedingungen vorherrschen.
Typisch für die küstennahen Gebiete der Nordsee sind milde Winter mit weniger als 60 Frosttagen im Jahr. Die Montanlagen der Mittelgebirge wie beispielsweise Harz oder Fichtel- und Riesengebirge weisen 140 bis 220 Frosttage auf. Mit einer Niederschlagsmenge von durchschnittlich weniger als 500 mm pro Jahr sind das Saale- und Odertal sowie das Weichselbecken westlich von Warschau besonders niederschlagsarm. In weiten Teilen des westlichen Mitteleuropas fallen im Durchschnitt Niederschlagsmengen zwischen 600 und 850 mm, im Osten Mitteleuropas 500 bis 600 mm.
In der Zoogeographie ist noch strittig, in welchem Ausmaß makroklimatische Faktoren das Ausbreitungspotential einer einzelnen Vogelart beeinflussen. Klimaextreme führen in jedem Fall bei einigen Vogelarten zu auffälligen Arealverschiebungen. Während der ungewöhnlichen Serie an heißen und trockenen Sommern in den Jahren zwischen 1761 und 1840 breitete sich die Blauracke in weiten Teilen Mitteleuropas aus. Die aus dem Spätmittelalter überlieferten Invasionen von Seidenschwänzen gelten als Indikator, dass in diesem Zeitraum das nordeuropäische Wetter so kalt und rau wurde, dass Ebereschen nicht ausreichend Frucht ansetzten, um dort die Winterbestände der Seidenschwänze zu ernähren. Unstrittig ist, dass sich nicht nur Klimaextreme auf Bestand und Reproduktionserfolg einer einzelnen Art auswirken. Der Steinkauz ist beispielsweise in Mitteleuropa ein Brutvogel waldfreien Tieflands und brütet nur selten in Höhenlagen über 600 Höhenmetern, während er in der südspanischen Sierra Nevada stellenweise noch in Höhenlagen von 2.300 Metern vorkommt. Seine mitteleuropäische Verbreitung ist wesentlich davon beeinflusst, dass der Steinkauz ein ausgesprochener Standvogel ist und sein Revier auch während anhaltender Kälteperioden nicht verlässt. Hohe Schneedecken behindern ihn jedoch in seiner Jagd, so dass er verhungert, wenn diese über längere Zeit bestehen. Regionen, die regelmäßig solche Schneedecken aufweisen, können daher von dieser Art nicht besiedelt werden. Klimaextreme wie die strengen Winter 1978/79 und 1985/86, während deren auch ansonsten mildere klimatische Regionen lang bestehende Schneedecken aufwiesen, führen bei dieser Art zu weiträumigen Bestandszusammenbrüchen. So waren nach diesen strengen Wintern in Deutschland 30 beziehungsweise 38 Prozent der Steinkauznistplätze nicht mehr besetzt. Auch Regionen, die im Frühjahr hohe Niederschlagsmengen aufweisen, sind suboptimale Habitate für diese Art. Tagelanger Regen vor der Eiablage führt bei ihnen zu einer unterdurchschnittlichen Gelegegröße, da die Weibchen dann weniger jagen und entsprechend einen weniger guten Ernährungszustand aufweisen. Ebenso steigt die Mortalitätsrate der Nestlinge deutlich an, wenn es im Mai und Juni langanhaltend regnet.

### Lebensraum Mitteleuropa
Etwa zehn Prozent der mitteleuropäischen Fläche entfallen auf Siedlungs- und Industrieflächen. Wälder nehmen etwa 30 und agrarisch genutzte Flächen circa 55 Prozent ein. Bei den restlichen fünf Prozent handelt es sich um Flächen mit einer geringen Nutzungsintensität wie die verbliebenen Heide- und Moorflächen, die häufig unter Naturschutz stehen sowie Sonderlebensräume wie das Wattenmeer der Nordsee oder die montanen Stufen der Alpen. Insbesondere das Wattenmeer hat trotz seiner vergleichsweise kleinen Fläche eine hohe Bedeutung nicht nur für die mitteleuropäische, sondern auch für die europäische Avifauna und ist ein international bedeutender Rast- und Überwinterungsplatz zahlreicher Vogelarten.

#### Wälder

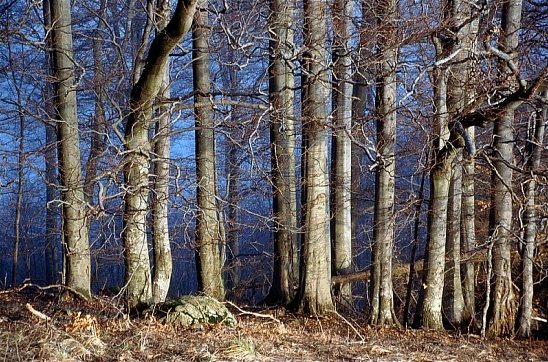
Buchenwald in der Rhön

Aufgrund der in Mitteleuropa vorherrschenden Klima- und Bodenverhältnisse wären ohne Eingriff des Menschen etwa 90 Prozent der Fläche Mitteleuropas von Wald bedeckt. Rotbuche und Stieleiche wären in weiten Teilen Mitteleuropas maßgeblich am Aufbau der von Natur aus vorherrschenden Waldlandschaft beteiligt. Flächengröße und Artenzusammensetzung der Wälder sind maßgeblich von der Siedlungsgeschichte des Menschen beeinflusst. Rodungen im Verlauf der Siedlungsgeschichte haben die agrarisch genutzte Kulturlandschaft erst entstehen lassen. Waldweide, Mastnutzung, Laubheugewinnung und Streunutzung haben über Jahrhunderte den verbliebenen mitteleuropäischen Waldbestand geprägt. Die dadurch bedingten lichteren Wälder haben die Artenvielfalt tendenziell erhöht. Heute wird auf den verbleibenden Waldflächen üblicherweise eine Hochwaldwirtschaft betrieben, wobei häufig gebietsfremde Baumarten bevorzugt werden, die hohe Erträge versprechen. Nicht von Menschen geprägte oder über mehrere Baumgenerationen ungenutzte Wälder sind selten und allenfalls kleinflächig erhalten geblieben. Die meisten Waldgebiete sind gut erschlossen und werden in unterschiedlichen Intensitätsgraden bewirtschaftet. Problematisch ist dies vor allem für Arten wie das Auerhuhn, das sehr hohe Lebensraumansprüche hat. Stabile Auerhuhnbestände benötigen mindestens 50.000 Hektar zusammenhängende, weitgehend ungestörte und ausreichend strukturierte Waldflächen. Die mitteleuropäischen Bestände gehen seit Beginn des 19. Jahrhunderts zurück, und kleinere Populationen wie die in den Ardennen oder in Niedersachsen sind bereits in der ersten Hälfte des 19. Jahrhunderts erloschen. Es ist mittlerweile nur noch in alten, unberührten Bergwaldregionen anzutreffen, wobei Verbreitungsschwerpunkt die Vogesen, einige Alpenregionen, Schwarzwald und der Bayerische Wald sind. Da das Auerhuhn ein sehr geringes Ausbreitungspotenzial hat, sind Kleinpopulationen rasch isoliert. Solche Restpopulationen gibt es unter anderem in Polen, Tschechien, der Slowakei, Sachsen-Anhalt und Österreich, denen zum Teil nur eine geringe langfristige Überlebenschance zugebilligt wird.
Reine Nadelwälder, die wegen ihres hohen Holzertrages immer noch angebaut werden, sind im Vergleich zu Laubmischwäldern deutlich artenärmer. Typische Arten, die in Nadelwäldern vorkommen, sind Tannenmeise, Haubenmeise sowie Winter- und Sommergoldhähnchen. Besonders artenreich sind flussbegleitende Auwälder. Hier finden neben den typischen Waldbewohnern wie Spechte auch wassergebundene Arten wie Schwarzstorch, Zwergdommel, Schwirle und Spötter Siedlungsräume. Weichholz- und vor allem Hartholzauen sind in Mitteleuropa jedoch nur noch in Resten vorhanden.

#### Ländliche Kulturlandschaft

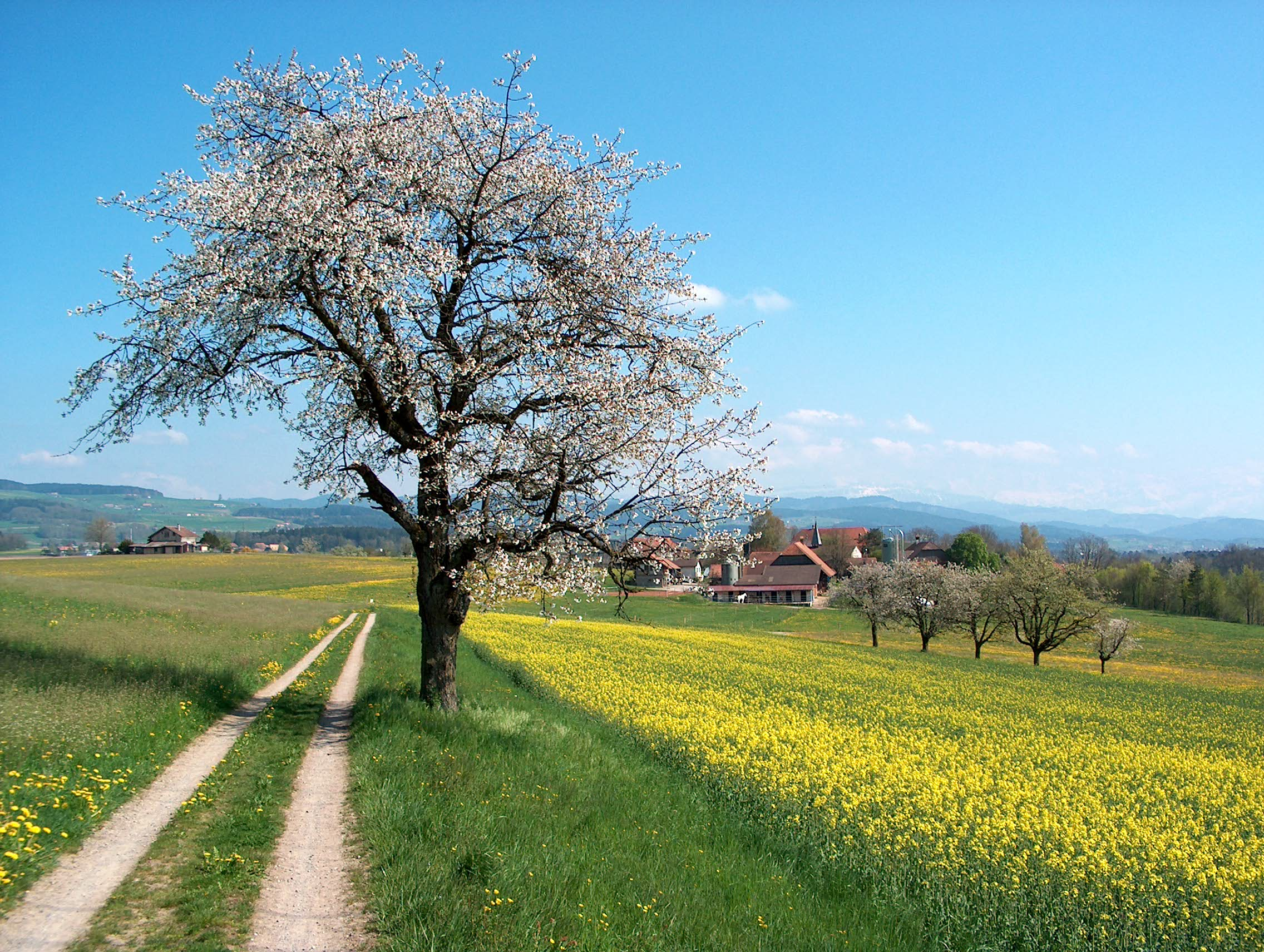
Frühlingslandschaft im Aaretal, Schweiz

Der ländliche Raum Mitteleuropas mit seinen überlieferten und vielfältigen Formen der Kulturlandschaft unterlag bis zum Beginn des 19. Jahrhunderts nur sehr allmählichen Wandlungen. In den klein- und mittelbäuerlich geprägten Regionen Mitteleuropas war die Kleinblockflur neben der Gewannflur die am weitesten verbreitete Flurform. Insbesondere blockflurgeprägte Landschaften wiesen typischerweise Landschaftselemente wie unbefestigte Wege, Gräben, Feldraine, Magerrasen, Streuobstwiesen, Teiche und Hecken auf, deren mosaikartiger Wechsel einer Vielzahl von Vogelarten geeignete Lebensräume bot. Im 19. Jahrhundert veränderte sich die Landwirtschaft zunehmend von einer bis dahin subsistenzbetonten zu einer marktorientierten. Dies ging einher mit einer zunehmenden Mechanisierung, einem stärkeren Anbau neuer Kulturpflanzen wie Kartoffeln und Mais und zum Teil einer regionalen Spezialisierung. Seit dem Ende des Zweiten Weltkriegs beschleunigte sich dieser Wandel, und tradierte landwirtschaftliche Formen änderten sich grundlegend. Zunehmende Mechanisierung und Motorisierung der landwirtschaftlichen Produktion haben zu einer starken Überformung der traditionellen Flurformen geführt. Leitbild der mitteleuropäischen Agrarpolitik ist zwar der bäuerliche Familienbetrieb, jedoch kennzeichnet sich die heutige Landwirtschaft durch eine zunehmende Spezialisierung und Technisierung aus, so dass sie immer mehr der intensiven Landwirtschaft in Nordamerika gleicht. In dieser Wandlung gab es jedoch erhebliche regionale und lokale Unterschiede. Periphere und strukturschwache Gebiete haben den überlieferten Formenbestand länger erhalten können als großstadtnahe und ertragreiche Agrarlandschaften.
Der weiträumige Verlust an Formenvielfalt im Verlauf der letzten zwei Jahrhunderte hatte und hat weitreichenden Einfluss auf Artenvielfalt und Bestandsdichte der Avifauna. Der Steinkauz beispielsweise ist in Mitteleuropa vor allem auf extensiv bewirtschaftete, kleinparzellige Dauergrünlandflächen wie Vieh- und Mahdweiden, Ruderalflächen sowie Weg- und Grabenränder angewiesen, deren niedrige Vegetation und hohes Nahrungsangebot die artspezifische Bodenjagd ermöglichen. Weil diese Lebensräume zunehmend nicht mehr zur Verfügung stehen, sind die Steinkauzbestände in allen mitteleuropäischen Ländern dramatisch zurückgegangen. Auch die Wachtel ist durch das Verschwinden der kleinstrukturierten Kulturlandschaft in vielen Regionen Mitteleuropas keine Charakterart der offenen Feldflur mehr. Die Einführung des Kunstdüngers, der deutliche Rückgang der Schafhaltung und die Möglichkeit, durch Melioration oder Aufforstung Land aufzuwerten, ließen auch die Heideflächen und Magerrasenstandorte dramatisch abnehmen. Sogenannte geringe Weiden und Hutungen machten auf dem Gebiet der heutigen Bundesrepublik Deutschland im Jahre 1878 noch 3.094.000 Hektar aus. Im Jahre 2002 waren es nur noch 133.000 Hektar. Brachpieper, Heide- und Haubenlerche sind Beispiele für Arten, deren Bestände in Mitteleuropa zurückgehen, weil es ihnen zunehmend an solchen Lebensräumen mangelt. Moore und Feuchtwiesen weisen einen hohen Bestand an besonders stark gefährdeten Vogelarten auf. Zu den seltenen Arten, die auf diesen Standorten vorkommen, zählen unter anderem Wiesenpieper, Wiesen- und Kornweihe, Sumpfohreule, Wachtelkönig, Bekassine, Uferschnepfe, Schafstelze, Großer Brachvogel, Kampfläufer, Tüpfelralle, Braun- und Schwarzkehlchen sowie Rotschenkel und Kiebitz. Die sogenannte Moorkolonisierung begann bereits im ausgehenden Mittelalter und hatte einen Höhepunkt im 18. und 19. Jahrhundert. In den verbliebenen Moorresten findet in Mitteleuropa mittlerweile kein nennenswerter Torfstich mehr statt, viele der verbleibenden Flächen stehen unter Schutz oder werden sogar wieder renaturiert. Feuchtgrünland wirft in der Regel in der heutigen Landwirtschaft keine ausreichenden Erträge ab. Anders als Moore kann Feuchtgrünland jedoch nicht sich selbst überlassen werden, sondern muss bewirtschaftet werden, weil es ansonsten verbuscht. In weiten Teilen Mitteleuropas stehen Feuchtwiesen deshalb unter einem Vertragsnaturschutz, der unter anderem Weideviehdichte und Mahdtermine vorgibt, da eine frühe Mahd und eine zu hohe Zahl an Weidevieh zu Gelege- und Jungvogelverlusten bei den Wiesenbrütern führt. Die Erfahrungen in einer Reihe von Ländern zeigen jedoch, dass diese Maßnahmen nicht zwangsläufig zu bestandserhaltenden Reproduktionsraten bei den gefährdeten Vogelarten führen. Erfolgversprechender scheinen zielartenspezifische Managementstrategien und eine Einbeziehung der angrenzenden Acker- und Grünflächen zu sein.

#### Siedlungsraum

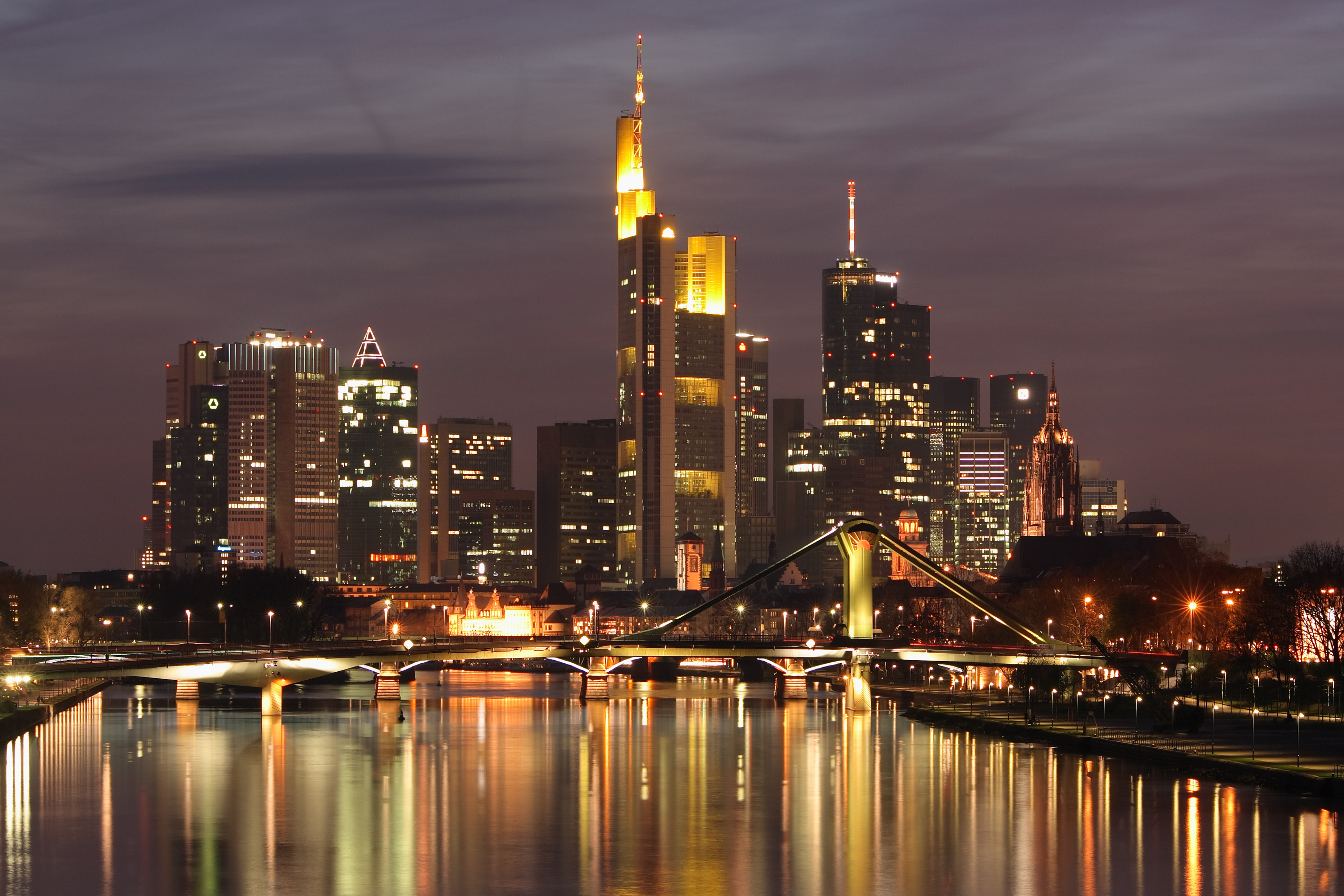
Frankfurt am Main, Skyline

Die Zahl der Vogelarten, die in unmittelbarer Umgebung des Menschen leben, ist hoch. Dies gilt selbst für den großstädtischen Raum. Regelmäßig sind auf innerstädtischen Grünanlagen Arten wie Kohlmeise, Blaumeise, Star, Buchfink, Kleiber oder Rotkehlchen zu beobachten. Die Stadttaube, die verwilderte Form der Haustaube, die wiederum aus der Felsentaube gezüchtet wurde, hat sich zur innerstädtischen Charakterart entwickelt. Bis ins 20. Jahrhundert waren Stadttauben verhältnismäßig gering vertreten, da sie zwar als Felsenbrüter in Städten geeignete Niststandorte fanden, jedoch längere Nahrungsflüge ins Umland der Städte unternehmen mussten, weil das innerstädtische Futterangebot gering war. Das hat sich ab den 1950er Jahren deutlich gewandelt: Ein reichliches Futterangebot und ein verminderter Prädatorendruck haben dazu geführt, dass in zahlreichen Städten große Taubenbestände zum Stadtbild gehören. Die Haltung des Menschen zur Stadttaube ist ambivalent. Sie gilt als Schädling, da ihre Exkremente Gebäude und Plätze verschmutzen und wegen des hohen Harnsäureanteils schädigen können. Viele Menschen fühlen sich außerdem durch den Geruch und Lärm der Stadttauben belästigt. Das Fütterungsverbot, das in vielen Städten erlassen wurde, um die Bestände niedrig zu halten, wird gleichzeitig von vielen Menschen ignoriert. Zu den häufigen Stadtvögeln zählt auch die Amsel. Seit etwa 150 bis 200 Jahren findet bei diesem Vogel, der ursprünglich im Innenbereich feuchter, dunkler Wälder beheimatet war, ein regional unterschiedlich schnell verlaufender Prozess der Verstädterung statt. In Bamberg waren Stadtamseln bereits um 1820 bekannt, im Osten Polens dagegen kommt die Amsel immer noch verhältnismäßig selten im Siedlungsraum vor. Insgesamt hat diese Art sich den menschlichen Siedlungsraum so erfolgreich erschlossen, dass sie eine der häufigsten mitteleuropäischen Vogelarten ist. Wie bei anderen Vögeln führen das mildere städtische Mikroklima und die künstliche Beleuchtung zu einer ausgedehnteren Brutperiode. Gleichzeitig besteht ganzjährig ein gutes Nahrungsangebot, so dass bei der Amsel die Siedlungsdichte in weiten Teilen Mitteleuropas innerhalb von Ortschaften höher ist als in ihrem ursprünglichen Habitat. Im großstädtischen Raum sind auch seltene Arten wie beispielsweise der Wanderfalke anzutreffen. Seit sich die Wanderfalkenbestände nach dem DDT-Verbot und zahlreichen Schutzmaßnahmen deutlich erhöht haben, nutzt der Wanderfalke auch große Gebäude innerhalb der Stadtzentren als Niststandort. In Frankfurt am Main brüten Wanderfalken beispielsweise auf dem Commerzbank Tower, dem zeitweilig höchsten europäischen Gebäude. Andere Paare haben sich an Schornsteinen von Kraftwerken und Fernmeldetürmen angesiedelt, so dass mittlerweile in Frankfurt am Main die maximale Bestandskapazität erreicht ist.
Verglichen mit den innerstädtischen Bereichen ist die Artenvielfalt in den Wohnvierteln größer und steigt am Siedlungsrand sowie in den großen Parks noch weiter an. Hier brüten beispielsweise auch Heckenbraunelle, Zaunkönig, Goldammer, Stieglitz, Bachstelze, Bluthänfling, Ringel- und Türkentaube sowie Gartenbaumläufer. Wo die Bebauung nicht zu dicht ist, finden auch Rauch- und Mehlschwalbe noch Brutmöglichkeiten. Städte, Siedlungen und Industrieanlagen weisen inzwischen vielerorts eine weit geringere Versorgung mit mineralischen und organischen Nährstoffen als die Feldflur auf, so dass sich dort eine größere Pflanzenvielfalt und in der Folge auch eine artenreichere Fauna halten konnte. Nach den Untersuchungen des Zoologen Josef Reichholf übersteigt der Artenreichtum an Brutvögeln im Randbereich der Städte mittlerweile sogar den des Auwaldes.

## Avifauna
Im Folgenden sind alle Brutvögel Mitteleuropas sowie die wesentlichen Durchzügler genannt. Neozoen sind genannt, wenn sie sich im mitteleuropäischen Raum über mindestens drei Generationen fortgepflanzt haben. Irrgäste werden nur dann aufgeführt, wenn sie verhältnismäßig regelmäßig im mitteleuropäischen Raum zu beobachten sind. Die Reihenfolge der Ordnungen spiegelt den aktuellen Erkenntnisstand der phylogenetischen Verwandtschaftsverhältnisse wider.

### Ordnung Gänsevögel
Die Ordnung der Gänsevögel umfasst neben den in Mitteleuropa nicht vorkommenden Wehrvögeln und Spaltfußgänsen Vogelarten, die umgangssprachlich als Schwäne, Enten und Gänse bezeichnet werden. Es sind Vögel, die in ihrer Lebensweise an Wasser gebunden sind und Schwimmhäute zwischen den Vorderzehen aufweisen.

#### Enten und Gänse

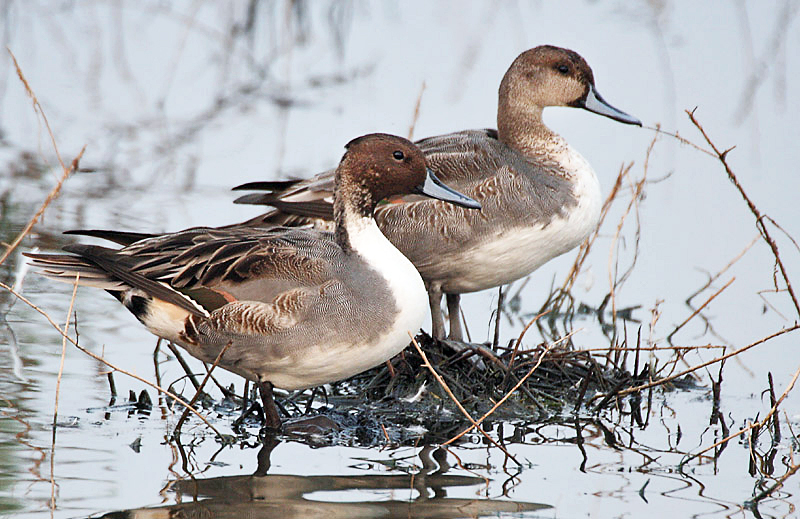
Spießentenerpel im Ruhekleid

Die Stockente ist die größte und am häufigsten vorkommende Schwimmente Europas und die Stammform der meisten, aber nicht aller Hausenten. Ihre Häufigkeit ist darauf zurückzuführen, dass sie sowohl bei der Art ihrer Brutplätze als auch ihrer Aufenthaltsorte wenig anspruchsvoll ist und als ausgesprochen omnivore Art alles frisst, was sie hinreichend verdauen und ohne große Aufwendungen erlangen kann. Neue Nahrungsquellen werden von dieser Art schnell erkannt und unverzüglich genutzt. Verglichen mit der Stockente sind Schnatter-, Spieß-, Löffel-, Krick-, Knäk-, Schell-, Reiher-, Kolben-, Moor- und Tafelente in Mitteleuropa deutlich seltener. Sie sind hier Brut- und Sommervögel sowie zum Teil Jahresvögel und Wintergäste. Die Krickente ist beispielsweise in Mitteleuropa ein Teilzieher, gleichzeitig finden sich im Winterhalbjahr in Mitteleuropa Brutvögel aus dem Nordwesten Russlands, dem Südwesten des Baltikums sowie Fennoskandinaviens ein, so dass der Winterbestand regelmäßig höher als der Brutvogelbestand ist. Die Spießente hat mit einem Verbreitungsgebiet von 10 Millionen Quadratkilometern das größte Verbreitungsgebiet aller Entenvögel, kommt in Mitteleuropa jedoch nur mit 90 bis 150 Brutpaaren vor. Brutvögel Nordeuropas bis Westsibirien ziehen jedoch in südwestlicher Richtung entlang der Küsten in ihre Überwinterungsgebiete und im Januar sind unter anderem in den Niederlanden tausende von Spießenten zu beobachten. Von den Sägern sind der Gänse- und der Mittelsäger als verhältnismäßig seltene mitteleuropäische Brutvögel vertreten. Prognostiziert wird, dass im Verlauf des 21. Jahrhunderts ihr mitteleuropäischer Brutbestand auf Grund der Klimaerwärmung vollständig verschwinden und sich ihr Brutareal deutlich nach Norden verschieben wird. Ein noch größerer Arealverlust wird für den Zwergsäger erwartet, der unter anderem am IJsselmeer und in der Szczeciner Bucht mit mehreren 10.000 Individuen überwintert. Prognostiziert wird, dass bis zum Ende des 21. Jahrhunderts das heutige Brutareal dieser Art keine geeigneten Lebensräume mehr bietet und es europäische Brutgebiete nur noch im äußersten Norden Russlands geben wird.
Sowohl Eiderente als auch Brandgans kommen an den mitteleuropäischen Küsten vor. Im Wattenmeer Deutschlands gibt es im Sommer international bedeutende Ansammlungen von Mauserschwärmen dieser beiden Arten, die die mitteleuropäische Brutpopulation deutlich übertreffen. Pfeif-, Berg-, Eis-, Schell-, Samt- und Trauerente sind ebenso wie Waldsaat-, Kurzschnabel-, Ringel- und Weißwangengans überwiegend mitteleuropäisch Wintergäste. Ein seltener Durchzügler ist die Zwerggans, die alljährlich nur im Osten Österreichs, Polens, der Slowakei und Ungarn beobachtet wird, wenn die wenigen verbliebenen europäischen Brutvögel in die Winterquartiere am Schwarzmeer ziehen. Die Graugans ist dagegen fast in ganz Mitteleuropa ein Brut- und Sommer- sowie gebietsweise Jahresvogel. Bis zum Ende des 19. Jahrhunderts hatte sich das Areal dieser Art auf Grund zunehmender Bejagung kontinuierlich verkleinert und erlosch westlich der Elbe schließlich sukzessive. Durch gezielte Ansiedlungen in Belgien und den Niederlanden während der 1950er Jahre sowie in Nordrhein-Westfalen nach 1960 kam es bei dieser Art wieder zu einer Arealausweitung und einer teils sehr großen Bestandszunahme. So ist das Brutvogelbestand in den Niederlanden von 100 bis 150 Brutpaaren im Jahr 1973 auf 8.000 bis 9.000 Brutpaare in den Jahren 1998 bis 2.000 gewachsen. Bestandsprognosen gehen jedoch davon aus, dass sich auf Grund der Klimaerwärmung das Verbreitungsgebiet der Graugans in Mitteleuropa erheblich verkleinern wird.

#### Schwäne

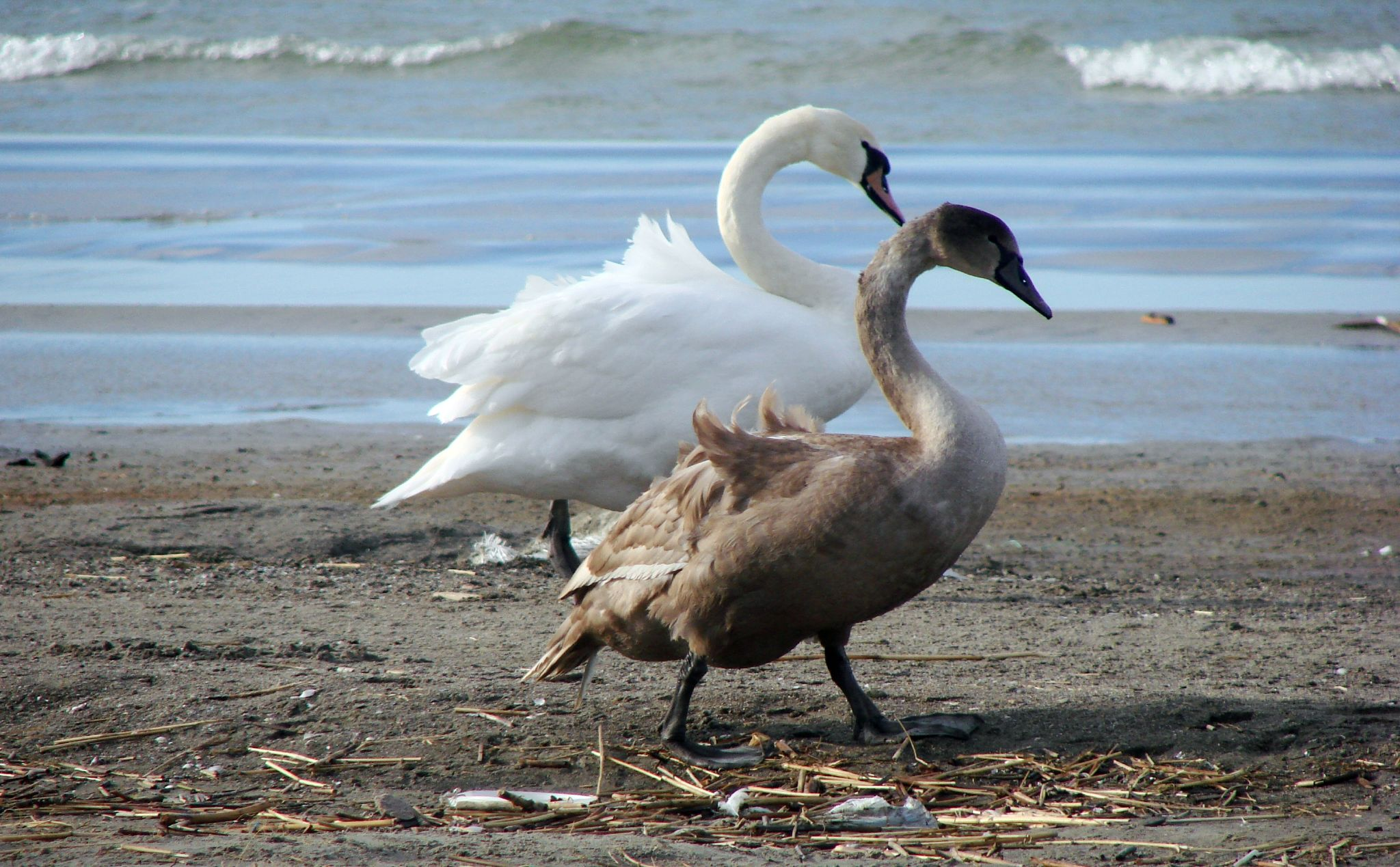
Höckerschwan, vorne Jungvogel

Der Höckerschwan ist in Europa ursprünglich nur im nördlichen Mitteleuropa, südlichen Skandinavien, Baltikum und im Bereich des Schwarzen Meeres beheimatet gewesen. Er wurde bereits ab dem 16. Jahrhundert in einzelnen Regionen gezielt angesiedelt, gleichzeitig aber so intensiv bejagt, dass er wild lebend fast nur noch im Ostseeraum vorkam. Eine deutliche Bestandszunahme setzte ab den 1950er Jahren ein und hat seine Gründe unter anderem in der zeitweilig vollständigen Jagdverschonung, einem Unterlassen der früher üblichen Eierernte, einer zunehmenden Fütterung insbesondere im Winter und einer teilweise dadurch bedingten Verminderung der Fluchtdistanz, die zur Besiedlung belebterer Ufer und Stillgewässer geführt hat. Mit Zunahme der Siedlungsdichte erfolgte eine Ausweitung des Verbreitungsgebietes nach Süden und Südosten. Mittlerweile ist an vielen Gewässern die maximale Bestandsdichte erreicht, was unter anderem an dem hohen Anteil nicht brütender adulter Höckerschwäne abzulesen ist. Die ausgeprägte Territorialität brütender Paare ist dabei das wesentliche Bestandskorrektiv. Der Singschwan, der in den nördlichen Breiten Eurasiens brütet, ist in Mitteleuropa ein regelmäßiger Durchzügler und Gastvogel im Winterhalbjahr. Seit einigen Jahren nimmt die Zahl der Übersommerungen stark zu und in verschiedenen Regionen Mitteleuropas ist es zu Brutansiedlungen gekommen, die zum Teil durch Gefangenschaftsflüchtlinge und verletzte Zugvögel verstärkt wurden.

#### Mitteleuropäische Neozoen aus der Ordnung Gänsevögel

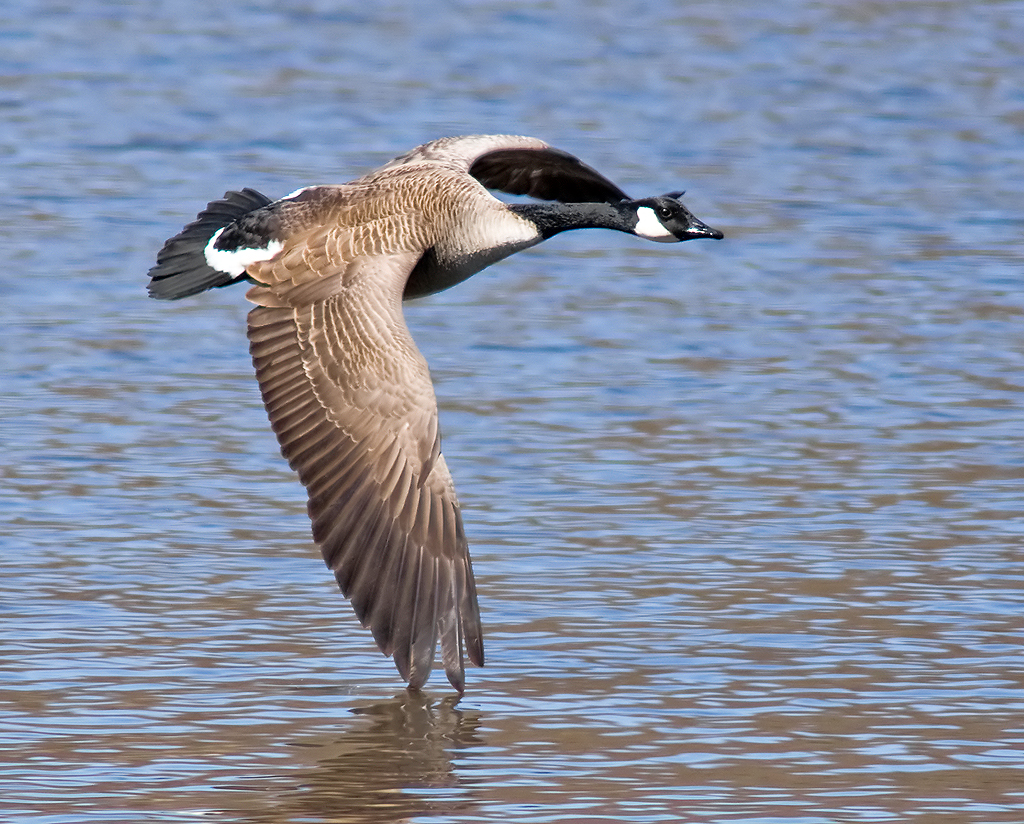
Kanadagans

Über die Ziergeflügelhaltung haben sich mehrere, in Mitteleuropa ursprünglich nicht heimische Gänsevögel erfolgreich etablieren können. Als erfolgreichstes Neozoon unter ihnen gilt die Kanadagans. Erste Belege für Bruten freifliegender Parkvögel gab es in Deutschland bereits in den 1920er Jahren und 2004 zählte man mehr als 6.000 Brutpaare. Ähnliche Zuwachsraten waren in Belgien und den Niederlanden zu beobachten, allerdings begann die Ausbreitung der Kanadagans in diesen Ländern etwas später. Die Nilgans gilt als die eingeführte Vogelart mit dem größten Arealgewinn in den letzten Jahren. Ausgehend von den Niederlanden, wo sie seit 1967 brütet und 1999 bereits einen Brutbestand von 5.000 Paaren erreicht hatte, besiedelte sie zunächst die Region des Niederrheins. Mittlerweile dürften über 500 Paare in Deutschland brüten, wobei Brutvögel unter anderem bereits in Frankfurt am Main, Hamburg und Hannover vorkommen. Seit 1993 gibt es in Belgien und vereinzelt in den Niederlanden auch einen kleinen Brutbestand an Magellangänsen. Im Münchner Raum existiert eine Population von etwa 50 Streifengänse, die von Vögeln abstammen, die ab 1956 unter halbnatürlichen Bedingungen am Max-Planck-Institut für Verhaltensphysiologie in Seewiesen gehalten wurden. Es werden bei diesen in Zentralasien beheimateten Gänsen keine Ausbreitungstendenzen festgestellt und auf Grund einer Konkurrenz mit anderen Gänsearten scheint der Bestand abzunehmen. Als problematischer wird der Bestand an verwilderten Höckergänsen gewertet, die vor allem im Raum Rhein-Neckar vorkommen. Diese domestizierte Form der Schwanengans hybridisiert mit anderen Feldgansarten und produziert unter anderem mit der Graugans fruchtbare Nachkommen. Zu den Neozoen gehört auch der Schwarzschwan, dessen mitteleuropäischer Wildvogelbestand auf mindestens 80 bis 90 Brutpaare geschätzt wird. Bei der aus Nordamerika stammenden Brautente haben mitteleuropäische Brutansiedlungen bislang immer nur zeitweise bestanden. Fachleute halten es jedoch für möglich, dass sie sich in naher Zukunft fest etablieren kann. Der in Asien beheimateten Mandarinente ist dies mittlerweile gelungen, wobei der Verbreitungsschwerpunkt mit insgesamt etwa 530 Brutpaaren in Deutschland und den Niederlanden liegt. Die überwiegend in der Schweiz zu beobachtende Rostgans ist der einzige Gänsevogel-Neozoon, bei dem nicht ausgeschlossen ist, dass auch Wildvögel am Entstehen der mitteleuropäischen Bestände beteiligt sind. Einflüge von Rostgänsen sind aus früheren Jahrhunderten belegt und im Jahr 1978 wurde unter anderem ein in Kirgisien beringter Wildvogel in Polen aufgefunden.

### Ordnung Hühnervögel
Hühnervögel sind kleine bis große Bodenvögel mit einem meist leicht gebogenen Schnabel und starken Beinen mit meist relativ langen Zehen. Die Hinterzehe sitzt gewöhnlich etwas höher als die drei Vorderzehen.

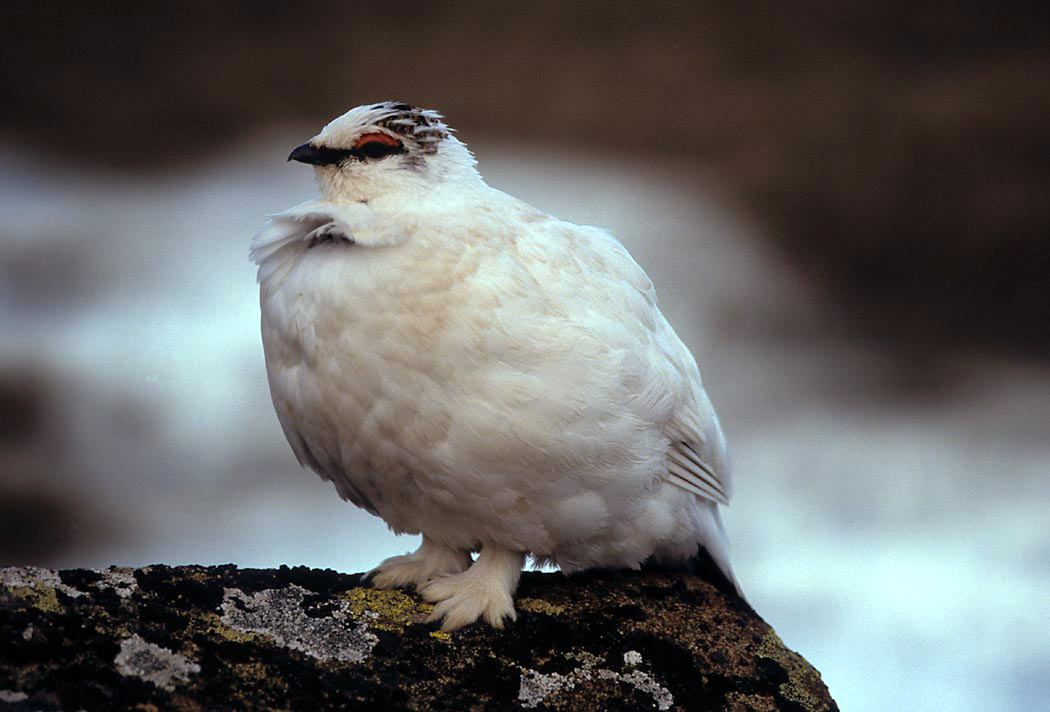
Alpenschneehuhn

Neben dem Auerhuhn gehören auch Birkhuhn, Alpenschneehuhn, Moorschneehuhn und das Haselhuhn zu den in Mitteleuropa vorkommenden Raufußhühnern. Das Moorschneehuhn kam bis ins 17. Jahrhundert natürlich in Mitteleuropa vor und starb dann auf Grund klimatischer Änderungen, Lebensraumverlusten und jagdlicher Verfolgung aus. Im Hohen Venn wurden 1890 Schottische Moorschneehühner ausgewildert, die sich dort zunächst rasch vermehrten, dann aber auf Grund von Lebensraumveränderungen kontinuierlich stark zurückgingen. Für den Zeitraum 1990 bis 1999 wurde der Bestand auf weniger als zehn Individuen geschätzt.
Das zu den Fasanenartigen gehörende Alpensteinhuhn, das mitteleuropäisch auf Österreich und die Schweiz beschränkt ist, wird sich vermutlich infolge des Klimawandels weiter ausbreiten. Bis zum Ende des 21. Jahrhunderts bieten vermutlich auch Deutschland, Ungarn und Polen dieser Art geeignete Lebensräume. Die Bestände des Rothuhns erloschen 1920 in Mitteleuropa, wobei die Ursachen nicht völlig geklärt sind. Die Intensivierung der Landwirtschaft, die zu einem Verlust der kleinparzellierten Anbauflächen führte, spielte aber vermutlich eine Rolle. Sie gilt auch als entscheidender Grund, warum in Mitteleuropa die Bestände von Wachtel und Rebhuhn zum Teil sehr stark rückläufig sind. Zu den Fasanenartigen zählt auch das Truthuhn, das als Jagdwild immer wieder ausgewildert wird. Allein in Deutschland gab es zwischen 1953 und 1993 elf Ansiedlungsversuche dieser in Nordamerika beheimateten Art. Den größten Bestand freilebender Truthühner gibt es in Tschechien, wo gegen Ende der 1980er Jahre 530 Individuen gezählt werden. Angezweifelt wird, ob diese Art dauerhaft ohne aktive Unterstützung wie beispielsweise Winterfütterungen überleben könnte. Dies wird auch für viele Populationen des Jagdfasans angenommen. Er ist eine Mischform mehrerer Unterarten des Fasans, den bereits die Römer als Zier- und Tafelvogel hielten. Im 18. Jahrhundert war er in Europa weit verbreitet, weil er als Federwild eine große Rolle spielte und ein ganzer Wirtschaftszweig sich mit dem Züchten, Auswildern und Erjagen dieser Art beschäftigte. Nach wie vor wird er in Fasanerien für die Jagd nachgezüchtet, jedoch ist diese Praxis so weit zurückgegangen, dass die Art aus vielen suboptimalen Lebensräumen verschwunden ist.

### Ordnung Flamingos und Ordnung Lappentaucher

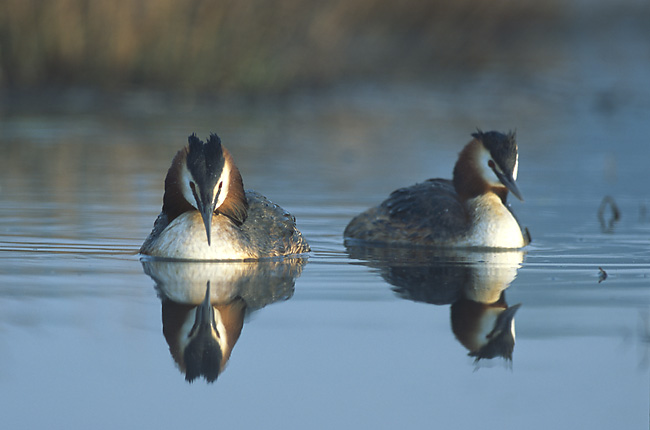
Haubentaucher

Sowohl nach DNA-Hybridisierungs- und DNA-Sequenzdaten als auch nach der Zusammensetzung der Endoparasitenfauna sind Flamingos eine Schwesterngruppe der Lappentaucher. Der Rosaflamingo brütet unter anderem in Südeuropa und von dort aus kommt es gelegentlich zu Einflügen nach Mitteleuropa. So wurden in der Schweiz bis zum Jahr 2003 sieben Mal Rosaflamingos nachgewiesen, bei denen es sich mit Sicherheit um Wildvögel handelt. Im Zwillbrocker Venn brüten neben Rosaflamingos auch Kubaflamingos und es gibt Mischbruten zwischen Rosaflamingo und Chileflamingos. Bei den Flamingos, die in diesem nordrhein-westfälischen Feuchtgebiet seit 1986 leben, handelt es sich allerdings um Gefangenschaftsflüchtlinge. Sie überwintern in den Niederlanden.
Lappentaucher sind eine sehr alte Vogelgruppe, die ihren evolutionären Ursprung mit großer Sicherheit in Südamerika hatte. Es handelt sich um Tauchvögel mit weit hinten am Körper ansetzenden Beinen und Zehenlappen anstelle geschlossener Schwimmhäute. Der bekannteste mitteleuropäische Lappentaucher ist der etwa stockentengroße Haubentaucher. Der Zwergtaucher ist in Mitteleuropa ähnlich wie der Haubentaucher ein verbreiteter Brutvogel, jedoch lebt er deutlich unauffälliger und ist vor allem während des Sommerhalbjahres nur schwer zu entdecken, da er sich in der Ufervegetation der oft dicht bewachsenen Brutgewässer verbirgt. Rothals- und Schwarzhalstaucher sind in Mitteleuropa lückig verbreitete Brutvögel mit Verbreitungsschwerpunkten in den Tiefebenen Deutschlands und Polen. Der Ohrentaucher brütet in Mitteleuropa nur mit einigen wenigen Paaren. Er ist häufiger als Durchzügler und Wintergast zu beobachten. Prognosen zur Bestandsentwicklung, die auf Klimamodellen basieren, gehen davon aus, dass Rothalstaucher und Ohrentaucher bis zum Ende des 21. Jahrhunderts in Mitteleuropa vollständig fehlen werden. Das Verbreitungsgebiet des Schwarzhalstauchers wird sich deutlich verkleinern.

### Ordnung Seetaucher und Ordnung Röhrennasen

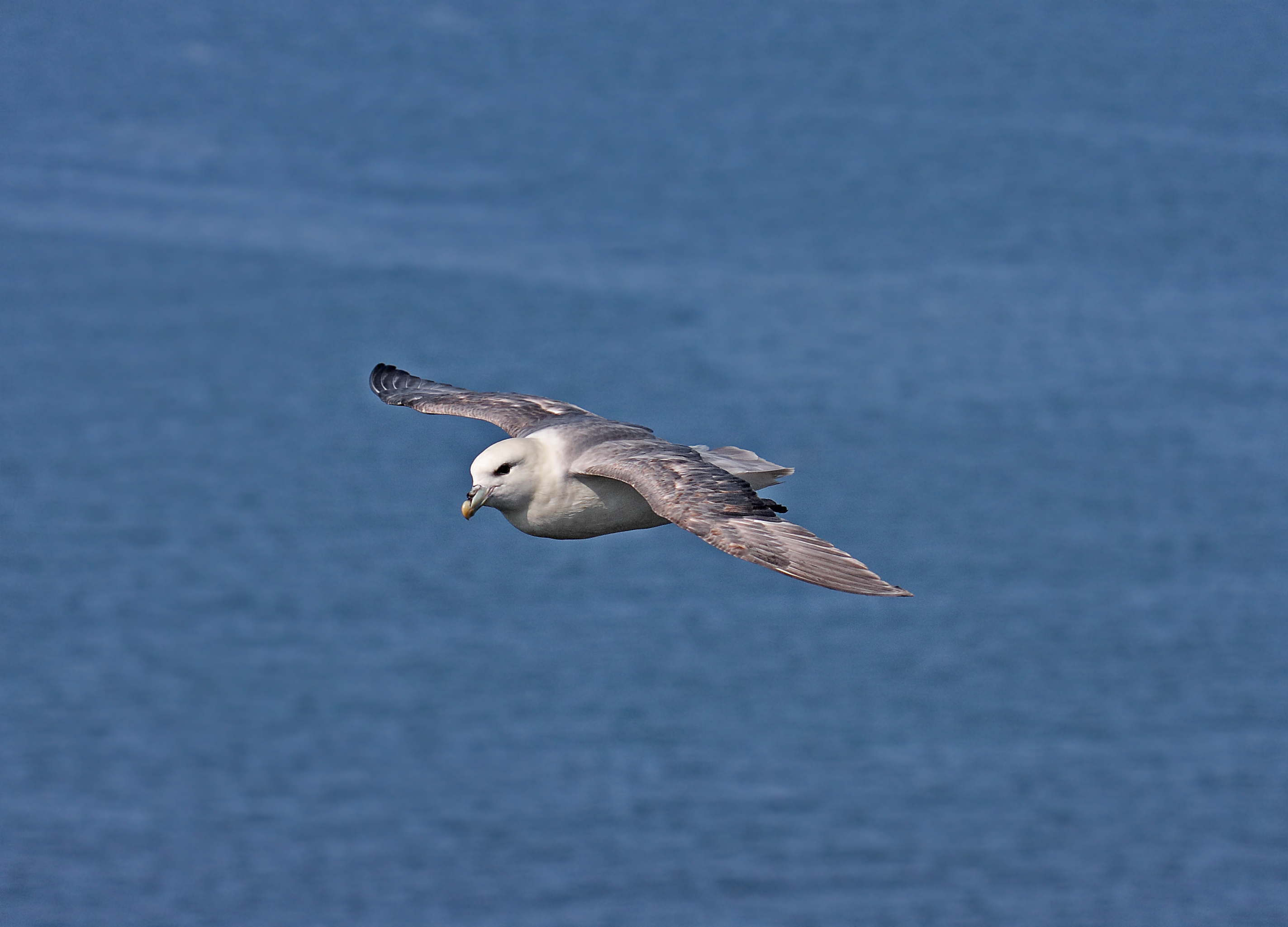
Eissturmvogel

Seetaucher bewegen sich auf Grund der weit hinten am Körper ansetzenden Beine ähnlich wie die Lappentaucher am Land eher unbeholfen. Anders als bei den Lappentauchern sind bei ihnen jedoch die Vorderzehen durch Schwimmhäute vollständig verbunden. Ihre Ähnlichkeit mit den Lappentauchern beruht nur auf einer konvergenten Evolution. Sie sind nach jetzigem Erkenntnisstand eine Schwestergruppe der in Mitteleuropa nicht vertretenen Pinguine sowie der Röhrennasen. Stern-, Eis- und Gelbschnabeltaucher sind in Mitteleuropa je nach Art unregelmäßige bis regelmäßige Durchzügler und Wintergäste. Sie tragen dann ihr Schlichtkleid, so dass die Artbestimmung sehr schwierig ist. Beim Prachttaucher übersommern gelegentlich nichtbrütende Vögel im Ostseeraum und es gibt aus diesem Gebiet sogar sporadische Bruthinweise.
Röhrennasen sind Hochseevögel, die nur zur Brutzeit ans Land kommen. In Mitteleuropa sind aus dieser Ordnung nur die Sturmvögel mit dem Eissturmvogel als Brutvogel vertreten. Seit etwa 200 bis 250 Jahren nimmt bei gleichzeitiger Arealausweitung der Bestand dieser Art stark zu. Seit den 1970er Jahren brütet diese Art auch auf Helgoland und hatte im Jahre 2003 einen Brutbestand von 113 Paaren erreicht. Einige andere Arten aus dieser Familie wie der Dunkle Sturmtaucher und der Atlantiksturmtaucher sind regelmäßig als Durchzügler an der Nordseeküste zu beobachten. Sturmschwalben sind mehr oder weniger regelmäßige Gastvögel. Zu den am häufigsten zu beobachtenden Vögeln zählt der Wellenläufer, der in Westeuropa brütet und an der Nordseeküste verhältnismäßig häufig zu beobachten ist. Von den ebenfalls zu dieser Ordnung gehörenden Albatrossen ist der Schwarzbrauenalbatros in den 1980er Jahren zweimal gesichtet worden, für den Wanderalbatros gibt es zwei nicht gesicherte Beobachtungen aus dem 19. Jahrhundert.

### Ordnung Schreitvögel und Ordnung Ruderfüßer
Die taxonomische Stellung der Schreitvögel und Ruderfüßer ist auf Grund molekularer Untersuchungen derzeit im Fluss. Kormorane und Tölpeln sowie die nicht in Mitteleuropa vorkommenden Schlangenhalsvögel sind gesichert monophyletisch. Noch nicht abschließend geklärt ist, ob Pelikane dieser Gruppe oder den Ibissen und Reihern näher stehen.

#### Pelikane, Tölpel und Kormorane

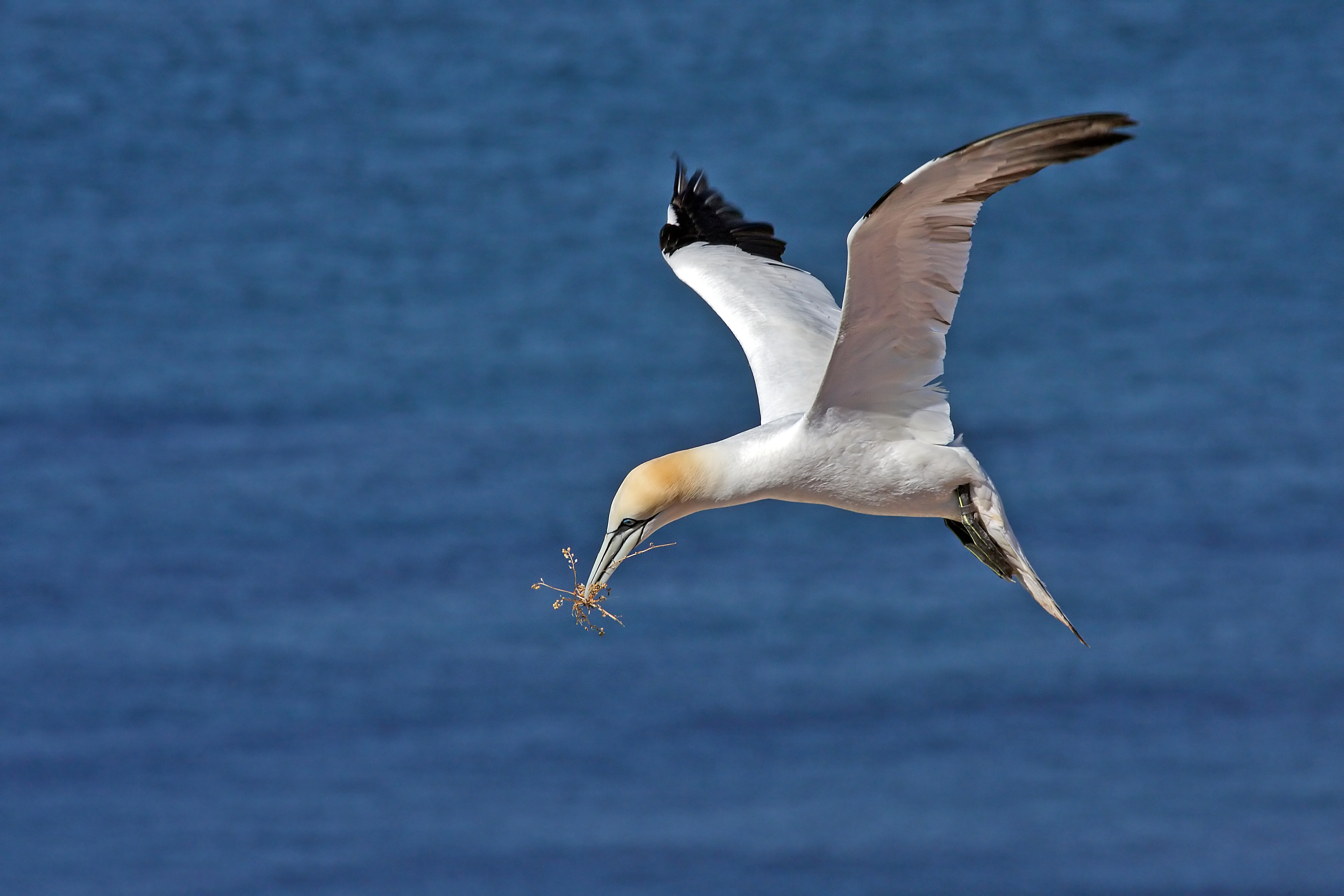
Nistmaterial eintragender Basstölpel

Der im südöstlichen Europa brütende Krauskopfpelikan zählte in Ungarn früher zu den Brutvögeln, ist aber bereits im 20. Jahrhundert nur noch ein seltener Ausnahmegast gewesen. Die in anderen mitteleuropäischen Ländern gelegentlich beobachteten Krauskopfpelikane sind vermutlich ausschließlich Gefangenschaftsflüchtlinge. Lediglich ein im November 1975 und Januar 1976 beobachteter Krauskopfpelikan ist als Wildvogel anerkannt. Rosapelikane wurden in Österreich im 19. Jahrhundert noch regelmäßig als Gastvögel beobachtet. Neuere Beobachtungen vor allem im Westen Mitteleuropas gelten ebenfalls als Gefangenschaftsflüchtlinge.
Der Basstölpel aus der Familie der Tölpel brütet seit 1991 auf Helgoland, dem einzigen mitteleuropäischen Brutplatz. Die Kolonie wies im Jahre 2000 bereits 93 und im Jahr 2003 145 Brutpaare auf. Der Kormoran wurde als vermeintlicher Nahrungskonkurrent des Menschen in Europa massiv verfolgt, so dass in den 1920er Jahren die Art im mitteleuropäischen Binnenland weitgehend verschwunden war. Die Art hat sich davon in spektakulärer Weise wieder erholt: Ausgehend von den Restpopulationen in den Niederlanden und Polen begannen ab etwa Mitte der 1940er Jahre Kormorane das mitteleuropäische Binnenland wiederzubesiedeln, Mecklenburg-Vorpommern ab 1950, Brandenburg ab 1965 und Schleswig-Holstein ab 1982. In Deutschland brüteten im Jahr 2005 23.500 bis 23.700 Paare. Das heutige europäische Verbreitungsgebiet entspricht vermutlich wieder dem Vorkommen zu Beginn des 19. Jahrhunderts, der Bestand dürfte ihn jedoch übertreffen. Obwohl eine Reihe wissenschaftlicher Untersuchungen den Kormoran nicht als Hauptursache für geringere Fischerträge ermittelt haben, gibt es regional wieder eine intensive Bejagung von Kormoranen.

#### Ibisse und Sichler
Von den Ibissen und Sichlern gehört der Sichler in Mitteleuropa zu den sehr seltenen und nur lokal verbreiteten Brutvögeln, dessen Brutbestand derzeit auf Ungarn begrenzt ist. Übersommernde Vögel werden außerdem in der Slowakei beobachtet. Deutlich häufiger ist der Löffler, für den in Mitteleuropa seit einigen Jahren wieder eine Bestandszunahme zu verzeichnen ist, während die Populationszahlen vor allem im Südosten Europas deutlich zurückgehen.
Der Waldrapp starb so früh in Mitteleuropa aus, dass er im 19. Jahrhundert zeitweilig für ein Fabeltier gehalten wurde. Im Jahr 1897 konnten Walter Rothschild, Ernst Hartert und Otto Kleinschmidt zweifelsfrei nachweisen, dass der mittelalterliche Waldrapp mit dem im Nahen Osten und in Nordafrika beheimateten Schopfibis identisch ist. Heute gibt es verschiedene Anstrengungen, den Waldrapp in Mitteleuropa wieder als Brutvogel zu etablieren. Motivation für diese Anstrengungen sind auch die drastischen Bestandsrückgänge dieser Art im Nahen Osten.

#### Reiher und Störche

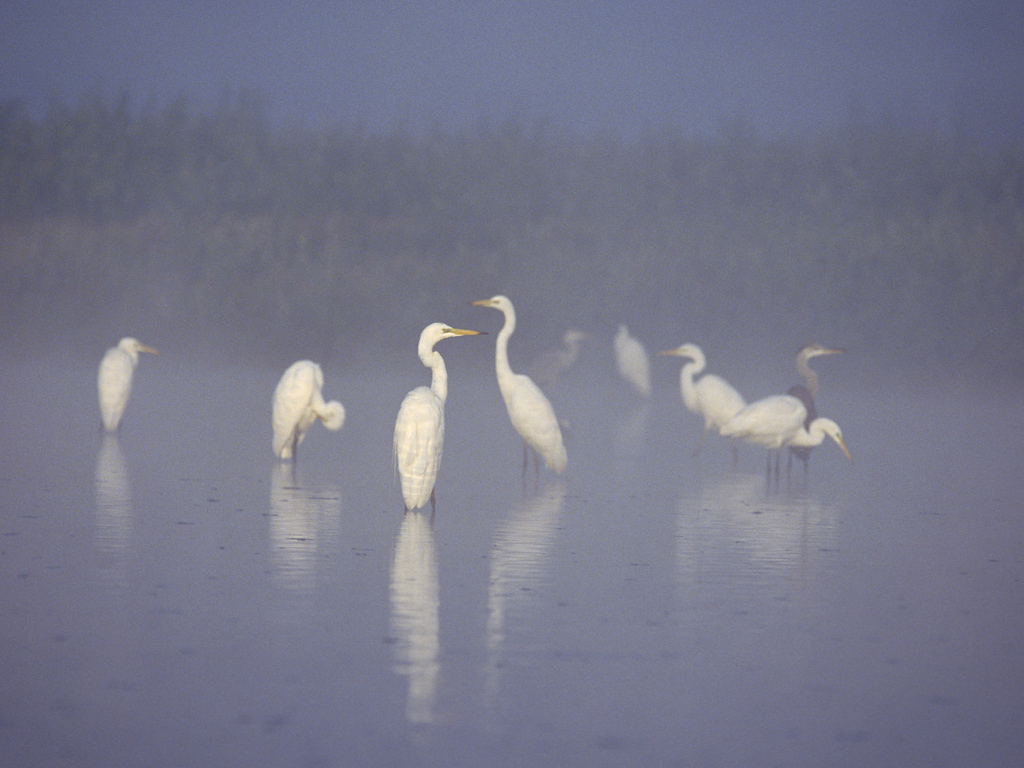
Silberreiher

Der Graureiher ist in Mitteleuropa der häufigste Vertreter aus der Familie der Reiher. Ähnlich wie der Kormoran wurde er über Jahrzehnte vom Menschen intensiv verfolgt. Nach der weitgehenden Einstellung der Verfolgung in den 1970er Jahren hat sich der Bestand wieder deutlich erholt und erreicht regional möglicherweise sogar die Kapazitätsgrenze. Purpur-, Nacht-, Silber- und Seidenreiher sind in Mitteleuropa lokal verbreitete Brut- und Sommervögel, deren Verbreitungsschwerpunkte aber eher im südlicheren Europa liegen. Prognosen zur zukünftigen Bestandsentwicklung, die auf Klimaprognosen beruhen, gehen davon aus, dass Purpur-, Nacht- und Seidenreiher sich in Mitteleuropa weiter ausbreiten werden und zukünftig auch der Rallenreiher zu den mitteleuropäischen Brutvögeln gehören wird. Ein verhältnismäßig junger mitteleuropäischer Brutvogel ist der Kuhreiher, dessen Bestand in Südeuropa seit den 1970er Jahren erheblich zugenommen hat und der seit 1998 sowohl in den Niederlanden als auch in Belgien brütet. Die sehr versteckt lebenden Rohrdommeln und Zwergdommeln waren in Mitteleuropa im 19. Jahrhundert noch häufige Brutvögel, deren Bestände aber im 20. Jahrhundert nach Lebensraumveränderungen zum Teil drastisch einbrachen. Bei der in Mitteleuropa nur noch lückig verbreiteten Zwergdommel können ähnlich wie beim Purpur- und beim Nachtreiher langjährige Dürren in den afrikanischen Rast- und Überwinterungsquartieren zu einer erhöhten Mortalität während der Zugzeiten geführt haben und eine der Ursachen des Bestandsrückgangs sein.
Die Familie der Störche ist in Mitteleuropa ausschließlich durch den Schwarz- und Weißstorch vertreten. Der Weißstorch, der regelmäßig in Ortschaften brütet, gilt in vielen Regionen Mitteleuropas als Glücksbringer und nachdem vor allem die Population der in südwestlicher Richtung ziehenden Weißstörche stark einbrach, gab es unter anderem in Belgien, der Schweiz und den Niederlanden gezielte Auswilderungen und andere Maßnahmen, um die Weißstorchbestände zu erhalten. Ähnlich wie beim Weißstorch haben sich auch die Bestände des deutlich selteneren Schwarzstorchs wieder erholt. Für den Beginn des 21. Jahrhunderts wird der mitteleuropäische Bestand auf 2.500 bis 3.200 Brutpaare geschätzt, das entspricht etwa vier bis fünf Prozent des Bestandes an Weißstörchen.

### Ordnung Greifvögel
Greifvögel sind überwiegend tagaktive Jäger sehr unterschiedlicher Körpergröße, die ihre Beute mit den Fängen greifen. Charakteristisch für sie sind ein kräftiger Schnabel mit scharfen Schneidekanten sowie eine stark nach unten gebogene Reißhakenspitze. Zu den bekanntesten mitteleuropäischen Greifvögeln zählen Turm- und Wanderfalke, Mäusebussard, Habicht und Sperber.

#### Falken

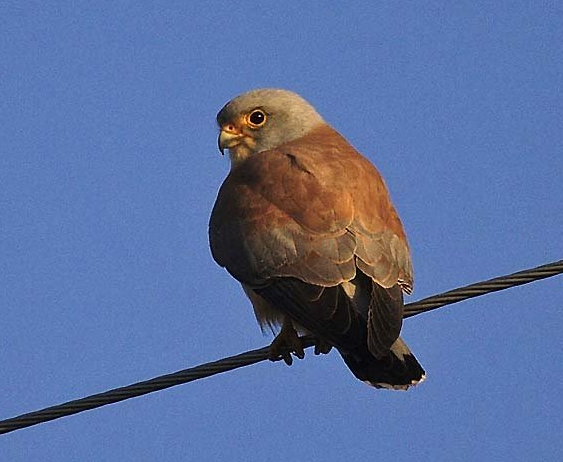
Männlicher adulter Rötelfalke

Beim Wanderfalken war es in den 1950er Jahren zu drastischen Bestandsrückgängen in fast ganz Europa gekommen. In Deutschland brüteten in den 1970er Jahren nur noch 40 bis 50 Brutpaare. In Belgien, Liechtenstein, Tschechien und der Slowakei war dieser hochspezialisierte Vogeljäger völlig verschwunden. Hauptursache des Rückgangs war die Aufnahme chlorierter Kohlenwasserstoffe wie DDT und HCB über Beutetiere, die zu einer verringerten Eierschalendichte und damit zu einem stark reduzierten Bruterfolg führte. Durch erhebliche naturschutzpolitische Anstrengungen hat sich der Bestand wieder deutlich erholt. Der dem Turmfalken sehr ähnliche Rötelfalke brütete 1960 noch mit 280 Brutpaaren in Kärnten und der Steiermark, der Brutbestand ist dort mittlerweile wie in Ungarn vollständig verschwunden. Er kommt in Mitteleuropa nur noch sehr selten als Gastvogel vor. Der Verbreitungsschwerpunkt des Rotfußfalken liegt in Russland, die Westgrenze seines Verbreitungsareals verläuft durch das südöstliche Mitteleuropa, wo diese Art als Charaktervogel der Ungarischen Tiefebene gilt. Auch beim Sakerfalken liegt der mitteleuropäische Verbreitungsschwerpunkt in Ungarn, zu Beginn des 21. Jahrhunderts gab es außerdem ein Brutpaar in Deutschland und zwei in Polen. Der kleinste europäische Falke, der Merlin, ist in weiten Teilen Mitteleuropas als Durchzügler zu sehen. Der Baumfalke dagegen ist in ganz Mitteleuropa beheimatet, wenn auch nirgendwo häufig. Fast zwei Drittel des mitteleuropäischen Bestandes leben in den Niederlanden, in der Norddeutschen Tiefebene und in Polen.

#### Fischadler und Habichtartige
Chlorierte Kohlenwasserstoffe gelten neben einer jagdlichen Verfolgung auch als Ursache für den drastischen Rückgang von Fisch- und Seeadler. Der Fischadler, der auf Grund zahlreicher besonderer Merkmale in eine eigene Familie gestellt wird, brütet in Mitteleuropa nur auf polnischem und deutschen Gebiet. Der Seeadler, der zur artenreichen Familie der Habichtartigen gehört, kommt dagegen auch in Österreich, Tschechien und der Slowakei sowie Ungarn vor. Beide Arten zeigen in den letzten Jahrzehnten wieder eine deutliche Bestandserholung, die zum Teil nur durch einen strengen gesetzlichen Schutz und Bewachung von Brutplätzen möglich war. Der bis heute anhaltende Bestandsrückgang des Schlangenadlers ist dagegen auf einen Verlust geeigneter Lebensräume zurückzuführen. Er brütet nur noch im Südosten Polens, in der Slowakei und in Ungarn und ist in anderen Regionen Europas ein sehr seltener und unregelmäßiger Sommergast.

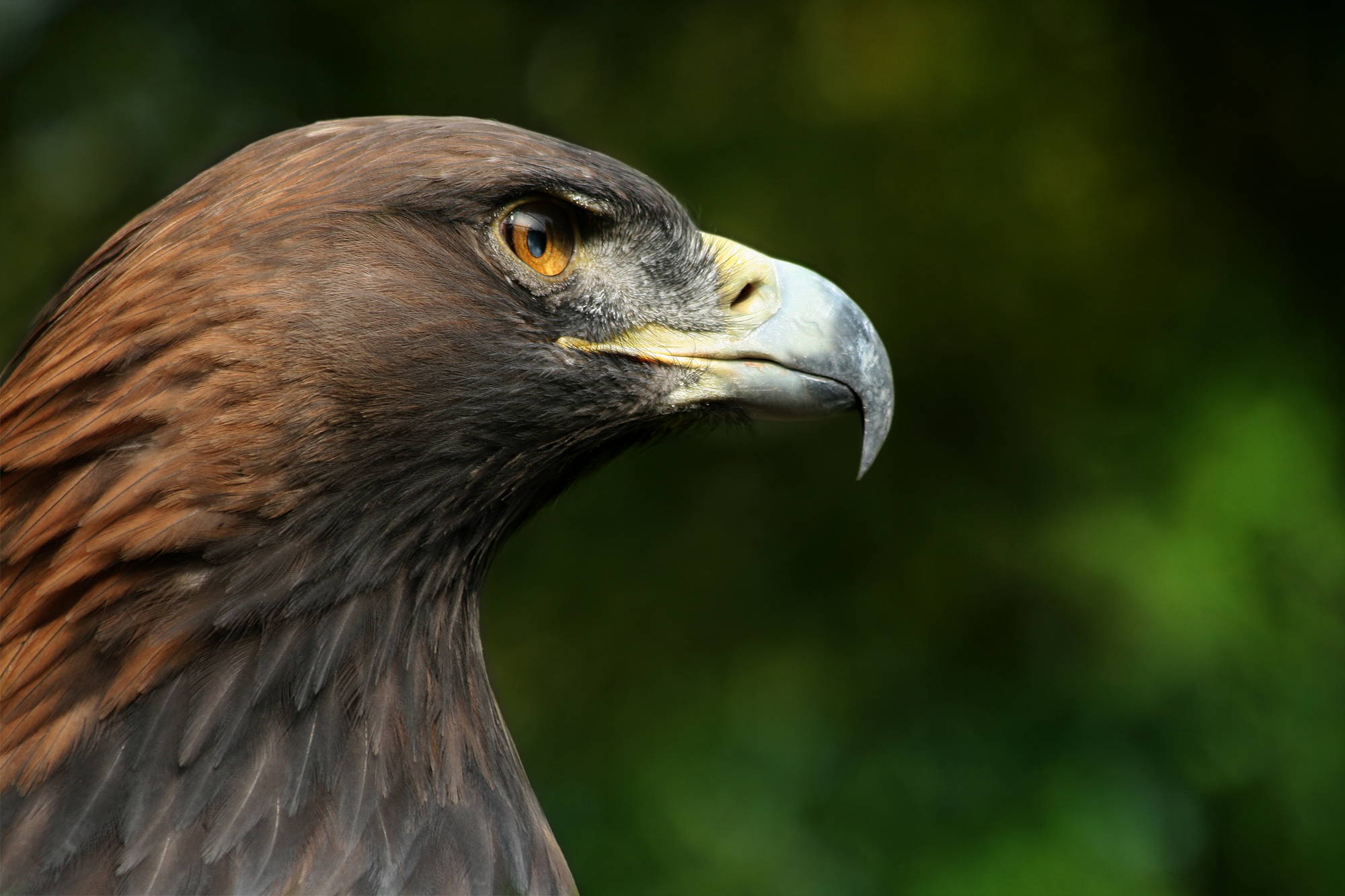
Porträt eines Steinadlers

Der bekannteste Vertreter aus der Unterfamilie der Aquilinae ist der Steinadler, der nach Jahrhunderten intensiver Verfolgung aus den meisten Regionen der Tiefebene und Mittelgebirge verschwunden war und in seiner Verbreitung bis weit in das 20. Jahrhundert nur noch auf die Alpen und die Karpaten beschränkt war. Auch bei dieser Art haben gezielte Artenschutzprogramme und ein strenger gesetzlicher Schutz zu einer Bestanderholung beigetragen. Zu dieser Unterfamilie gehören auch Zwerg-, Schrei- und Schelladler, die in Mitteleuropa nur mit wenigen Brutpaaren vertreten sind. Der Kaiseradler ist vor allem in Ungarn und der Slowakei ein häufigerer Brutvogel. Seit dem Ende des 20. Jahrhunderts gibt es auch wieder erste Brutpaare auf dem Gebiet Tschechiens und in Österreich.
Die Unterfamilie der Bussardartigen ist neben dem Mäusebussard auch durch den Wespenbussard vertreten. Er lebt überwiegend von Insekten und scharrt häufig mit Füßen und Schnabel Wespennester aus, deren Larven und Puppen er aus den Waben herausschält. Als ein so stark in seiner Lebensweise auf Insekten angewiesener Vogel muss er zwangsläufig während des Winterhalbjahres in geeignetere Habitate ziehen. Von allen mitteleuropäischen Greifvögeln weist er eine der längsten Zugstrecken auf und überwintert im tropischen und südlichen Afrika. Der Raufußbussard brütet in Mitteleuropa nicht, er ist aber ein regelmäßiger Durchzügler und Wintergast und während des Winterhalbjahrs beispielsweise in den Niederungsgebieten Schleswig-Holsteins mitunter die zweithäufigste Greifvogelart.
Aus der Gattung der Weihen ist in Mitteleuropa nur die Rohrweihe ein relativ häufiger Brutvogel, dessen Bestände in den letzten Jahren leicht gestiegen sind. Sowohl von der Kornweihe als auch der Wiesenweihe kommen in Mitteleuropa auf Grund von Zerstörung ihrer Lebensräume nur noch Restbestände vor. Die unter anderem im Süden Russlands brütende Steppenweihe fliegt gelegentlich in Mitteleuropa in größerer Zahl ein. Dabei kommt es ausnahmsweise auch zu Bruten. Der zur Gattung der Milane gehörende Rotmilan hat seinen Verbreitungsschwerpunkt in Deutschland – fast 60 Prozent der Weltpopulation brütet auf deutschem Gebiet, während in anderen Teilen Mitteleuropas die Art zum Teil ein seltener Brutvogel ist. Der Schwarzmilan ist im Vergleich zum Rotmilan deutlich seltener und kommt in Mitteleuropa vor allem in der Schweiz und im Süden Deutschlands vor.
Zur großen Familie der Habichtartigen gehören auch Bart-, Mönchs- und Gänsegeier, die noch im 19. Jahrhundert zu den mitteleuropäischen Brutvögeln gehörten. Für den Bartgeier gibt es seit 1986 ein Wiedereinbürgerungsprojekt und zum Ende des 20. Jahrhunderts brüteten je zwei Paare in den französischen und italienischen Alpen. Auch für Österreich und die Schweiz gibt es jeweils zwei potentielle Brutpaare. Mit diesem geringen Bestand ist noch nicht gewährleistet, dass der Bartgeier sich dauerhaft in den Alpen als Brutvogel etablieren kann. Es wird geschätzt, dass mindestens 20 brütende Paare notwendig sind, um ein Überleben der Art in dieser Region zu gewährleisten. Der Gänsegeier ist vor allem in den österreichischen Zentralalpen zu beobachten, wo seit einiger Zeit bis zu 80 teils jüngere Individuen aus Dalmatien zuwandern. Ein Paar, das zu den freifliegenden Volierenvögeln des Salzburger Zoos gehört, brütete erfolgreich am nahegelegenen Unterberg. Der Mönchsgeier, der der größte und schwerste Greifvogel der Alten Welt ist, brütet nur noch in Spanien, der Brutbestand ist in der Slowakei bereits im 19. Jahrhundert erloschen.

### Ordnung Kranichvögel

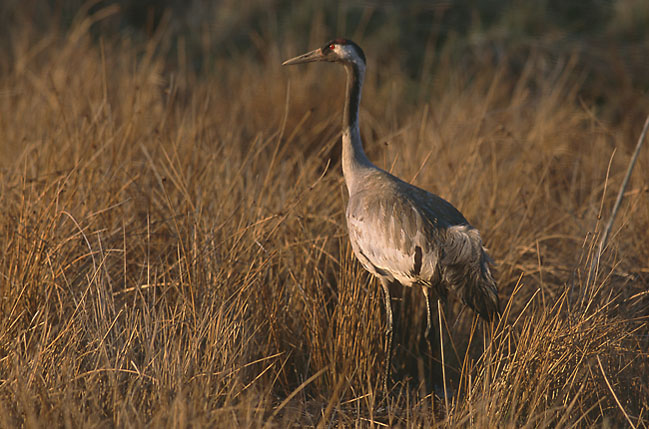
Kranich

Zur Ordnung der Kranichvögel gehören meist relativ langbeinige und langhalsige Sumpf- oder Steppenvögel. Die bekannteste Art ist der Kranich, der im Norden Mitteleuropas ein Brut- und Sommervogel ist. Eine weit weniger bekannte Art aus dieser Ordnung ist die Großtrappe, deren Männchen bis zu 18 Kilogramm wiegen können und die daher zu den schwersten Vögeln Europas zählen. Sie kommt in Mitteleuropa noch in Österreich, Tschechien, Deutschland, Ungarn und der Slowakei vor, ist aber überall stark bedroht. In Brandenburg gibt es ein umfassendes Schutzprojekt, bei dem unter anderem großflächig Flächen gepachtet werden, die anschließend extensiv gepflegt werden, um die wichtigsten Lebensräume dieser Art zu erhalten.
Zur Ordnung der Kranichvögel gehört auch die artenreiche Familie der Rallen, deren Hauptverbreitungsgebiet im tropischen und subtropischen Afrika und Asien liegt. In Mitteleuropa ist die Familie nur mit wenigen Arten vertreten: Wasserralle, Teichralle und Blässhuhn sind in ganz Mitteleuropa verbreitete Brutvögel. Wachtelkönig und Tüpfelsumpfhuhn haben ihren mitteleuropäischen Verbreitungsschwerpunkt in Polen, das Kleine Sumpfhuhn ist im Osten Mitteleuropas ein verbreiteter Brut- und Sommervogel, das Zwergsumpfhuhn dagegen ist ein sehr seltener und nur unregelmäßiger mitteleuropäischer Brutvogel.

### Ordnung Regenpfeiferartige
Zu dieser Ordnung gehören kleine bis große Wat- und Möwenvögel, von denen einige Arten ausgesprochene Hochseevögel und andere Arten an ein Leben auf dem trockenen Land angepasst sind. Charakteristisch für sie sind unter anderem gut ausgebildete Nasendrüsen und eine entweder schwach entwickelte oder sogar fehlende Hinterzehe.

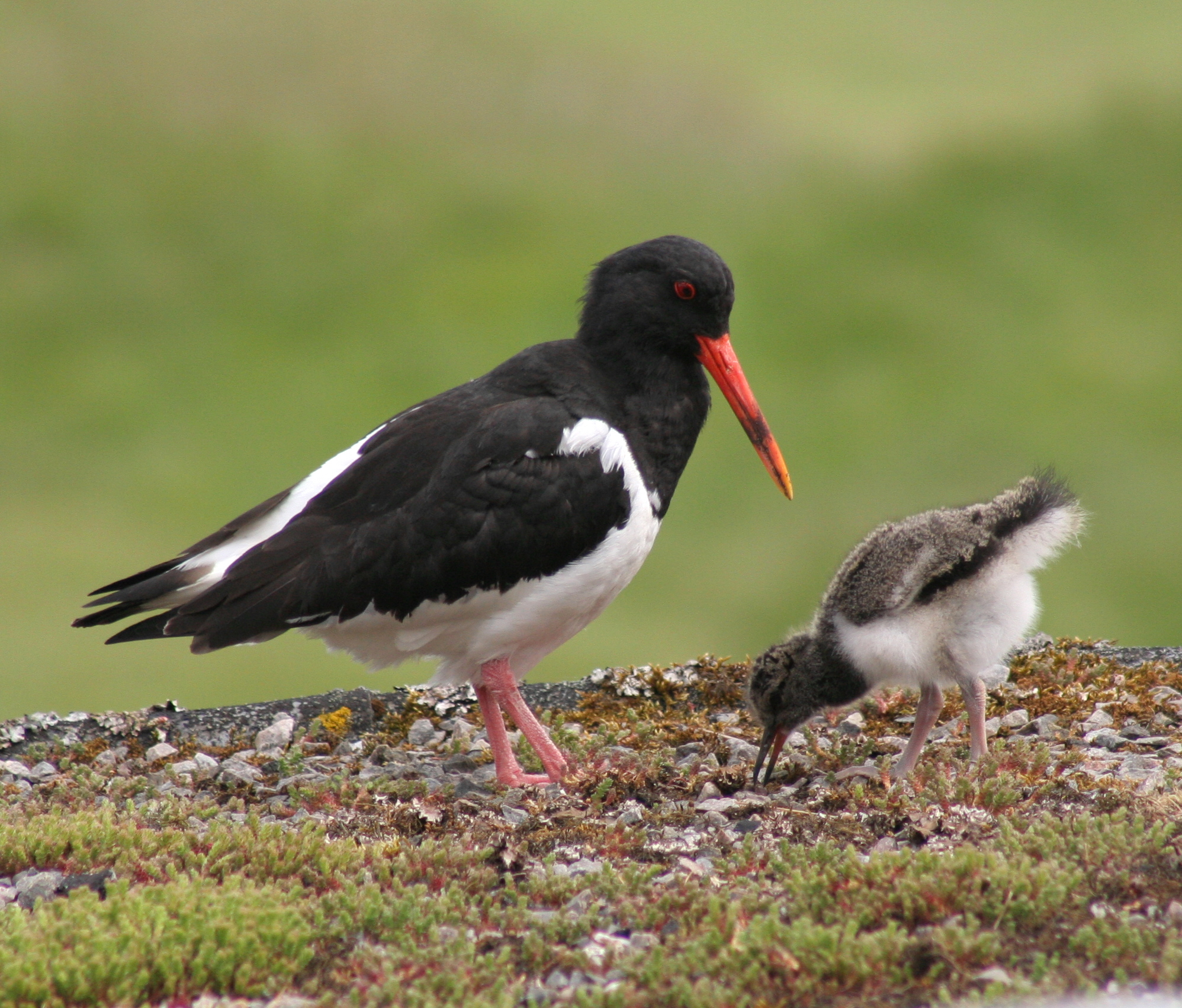
Austernfischer mit Jungvogel

Der Austernfischer und der Triel sind in Mitteleuropa jeweils der einzige Vertreter ihrer gleichnamigen Familien. Der Triel ist dabei eine besonders gefährdete Art, dessen Bestand bereits seit Mitte des 19. Jahrhunderts durch Lebensraumzerstörungen zurückgeht. Der letzte Brutvogelbestand ist im Jahr 2000 in Polen erloschen. Nur noch Ungarn weist mit maximal 250 Brutpaaren nennenswerte Bestände auf. Aus der Familie der Säbelschnäbler brütet neben dem an den Küsten häufigen Säbelschnäbler vereinzelt auch der Stelzenläufer auf mitteleuropäischem Gebiet.

#### Regenpfeifer
Von den Regenpfeifern gehört der Goldregenpfeifer zu den sehr seltenen Brut- und Sommervögeln; er brütet im Norden Deutschlands nur in einem kleinen isolierten Rückzugsgebiet. Mitteleuropa hat jedoch für diese Art eine große Bedeutung als Durchzugsgebiet. Auf dem Herbstzug werden im Wattenmeer vor der schleswig-holsteinischen Küste bis zu 43.000 Vögel gezählt. Im niederländischen Teil des Wattenmeers überwintern auch zahlreiche Goldregenpfeifer. Weitere wichtige Rastplätze in Deutschland sind das Niedermoorgebiet des Drömlings, der Fiener Bruch, der Greifswalder Bodden, Fehmarn, die Lewitz, der Oderbruch und das Rheiderland. Der Kiebitz gehört zu den Arten, deren Bestände auf Grund von Lebensraumveränderungen unverändert stark zurückgehen, der Flussregenpfeifer profitiert dagegen vom zunehmenden Angebot von Kiesgruben, wo er ausreichend kiesige Stellen findet, um seine Nester anzulegen. Für den Sand- und Seeregenpfeifer wird prognostiziert, dass sie auf Grund der Klimaerwärmung in Mitteleuropa seltener werden. Während beim Sandregenpfeifer sich nach diesen Prognosen das europäische Verbreitungsgebiet insgesamt deutlich verkleinern wird, zählt der Seeregenpfeifer zu den vermutlichen Profiteuren der Klimaerwärmung. Er erleidet zwar Arealverluste in Mitteleuropa, wird nach heutigen Schätzungen sein Verbreitungsgebiet im Mittelmeerraum, an der atlantischen Küste Europas sowie im Gebiet des Schwarzen Meeres deutlich ausweiten. Eine deutliche Arealverkleinerung wird auch für den vorwiegend in Nordeurasien verbreiteten Mornellregenpfeifer erwartet, der in Mitteleuropa nur sporadisch brütet.

#### Schnepfenvögel

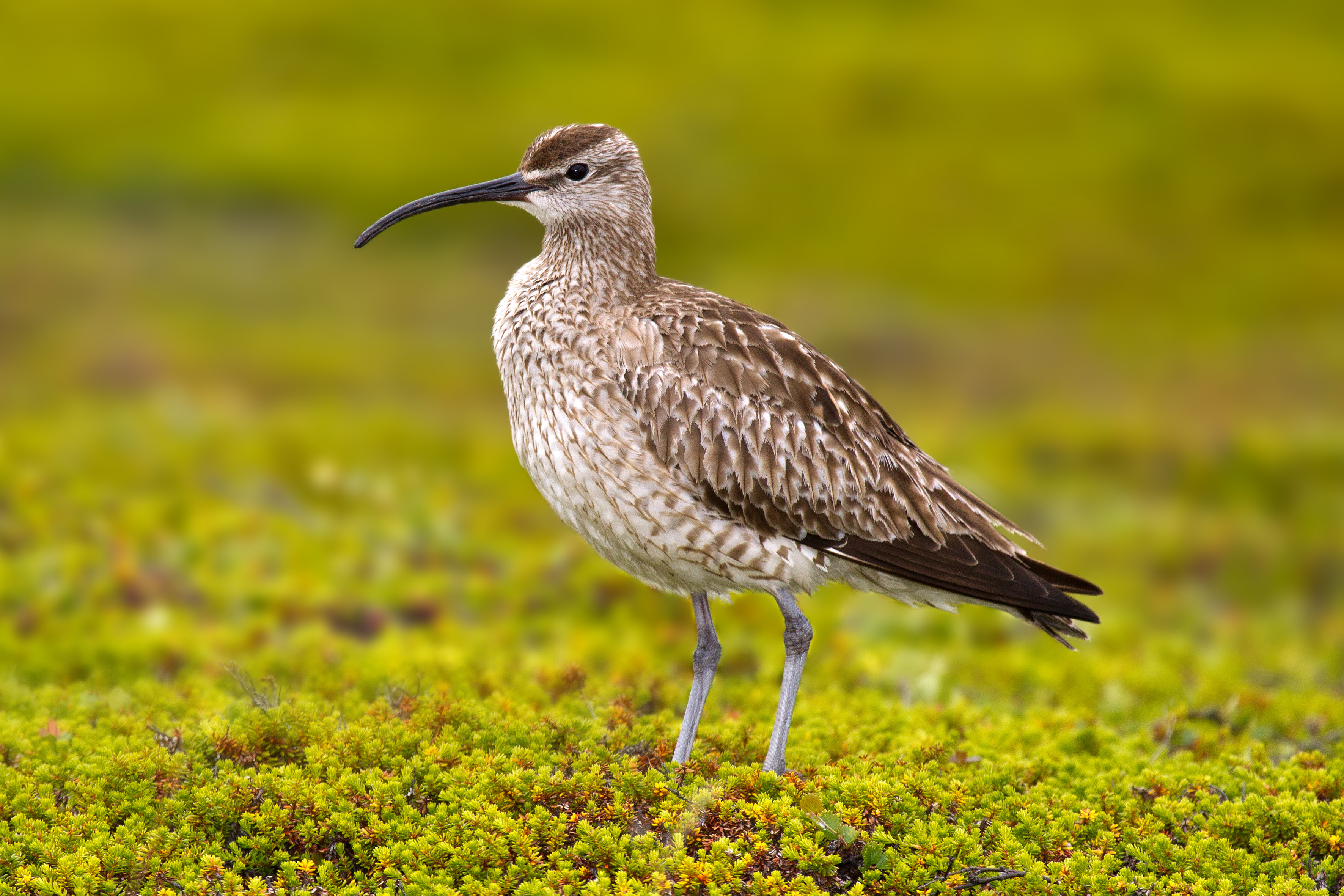
Regenbrachvogel

Die Familie der Schnepfenvögel sind sperlings- bis hühnergroße Vögel, deren Schnabelspitzen Tastsinnorgane aufweisen. Viele der in Mitteleuropa brütenden oder rastenden Schnepfenvögel kommen schwerpunktmäßig in den Küstengebieten und angrenzenden Tiefebenen der Niederlande, Deutschlands und Polens vor. Regenbrachvogel und Pfuhlschnepfe sind hier beispielsweise Durchzügler und nichtbrütende Vögel übersommern gelegentlich auch in dieser Region. Knutt, Sanderling und Sichelstrandläufer sind hier während der Zugzeiten in zum Teil großer Zahl beobachtbar. Eine Reihe von Arten hat ihren Verbreitungsschwerpunkt weiter östlich beziehungsweise nordöstlich, sind aber in Mitteleuropa durch jeweils einige Brutpaare vertreten. So brüten auf polnischem Gebiet mit jeweils sehr wenigen Paaren Zwergschnepfe, Teichwasser- und Bruchwasserläufer. Der Steinwälzer kommt vereinzelt als Brutvogel in Deutschland und den Niederlanden vor und vom Alpenstrandläufer gibt es Brutvögel in den Küstenregionen von Belgien bis nach Polen. Einige der Arten der Schnepfenvögel wie beispielsweise Dunkle Wasserläufer, Grünschenkel, Sumpfläufer und Temminckstrandläufer ziehen in breiter Front über Mitteleuropa und können im Frühjahr und Herbst auch im Binnenland beobachtet werden.
Schnepfenvögel stellen zum Teil sehr spezifische Ansprüche an ihren Lebensraum. Für viele dieser Arten ist es zu weiträumigen Lebensraumverlusten durch Grundwasserabsenkung, Entwässerung, Zerstörung von Überschwemmungsflächen und Verlandungszonen, Torfabbau, Aufforstung von Mooren und Eindeichung gekommen. Die Doppelschnepfe war im 19. Jahrhundert noch weit verbreitet und brütet heute nur noch in den weitgehend unzerstörten Flussniederungen Biebrzas. Beim Kampfläufer kommt es seit mehr als 150 Jahren zu anhaltenden Bestandseinbußen und Arealverlusten. Er ist mittlerweile auf einige wenige Rückzugsgebiete in Deutschland, den Niederlanden und Polen beschränkt. Bekassine, Uferschnepfe und Großer Brachvogel weisen in Mitteleuropa noch ein etwas größeres Verbreitungsgebiet auf, für diese drei Arten sind aber ebenfalls teils drastische Bestandsrückgänge zu verzeichnen. Beim Rotschenkel sind vor allem einzelne Binnenlandpopulationen erloschen und vom Flussuferläufer sind in vielen Regionen Mitteleuropas nur noch wenige Restvorkommen erhalten. Waldwasserläufer und Waldschnepfe zählen bezüglich der Bestandsentwicklung zu den wenigen Ausnahmen: Mildere Winter haben dafür gesorgt, dass sich der Waldwasserläufer in einer Reihe von Regionen neu angesiedelt hat, die Brutbestände der Waldschnepfe sind seit Jahrzehnten stabil. Für alle genannten Arten wird bis zum Ende des 21. Jahrhunderts eine deutliche Verkleinerung des Verbreitungsgebietes bei gleichzeitiger Verschiebung des Areals nach Norden prognostiziert. Sie werden teilweise als mitteleuropäische Brutvögel verschwinden.

#### Unterordnung Lari
Zur Unterordnung Lari gehören Alkenvögel, Raubmöwen, Möwen und Brachschwalbenartige. Es sind lerchen- bis knapp adlergroße Wasservögel der Küsten- und Binnengewässer, die häufig in Kolonien brüten.

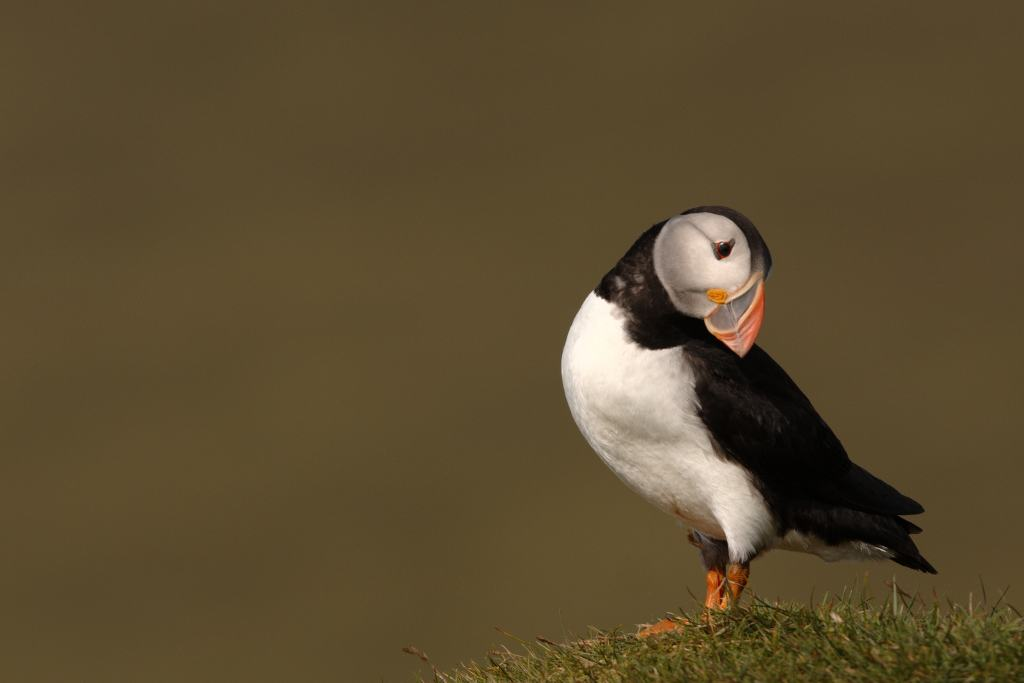
Papageitaucher

Aus der Familie der Brachschwalbenartigen brüten nur Schwarzflügel- und Rotflügel-Brachschwalbe in sehr geringer Zahl in Ungarn. Von den Raubmöwen sind Schmarotzer-, Falken- und Spatelraubmöwe sowie Skua lediglich Durchzügler, die meist nur an den Küsten beobachtet werden. Der Papageitaucher aus der Familie der Alkenvögel zählt seit dem 19. Jahrhundert nicht mehr zum mitteleuropäischen Brutvogelbestand. Einziger Brutplatz war Helgoland, wo zwei bis drei Brutpaare brüteten. Derzeit gibt es auf Helgoland wieder vermehrt Sommerbeobachtungen, aber bislang keine Brutversuche. Die Insel ist außerdem der einzige mitteleuropäische Brutplatz für Tordalk und Trottellumme. Zu den regelmäßigen Gastvögeln und Wintergästen an mitteleuropäischen Küsten zählen außerdem Krabbentaucher und Gryllteiste.
Die Dreizehenmöwe war als Brutvogel in Mitteleuropa ebenfalls lange Zeit auf Helgoland beschränkt und wies auf dieser Insel zu Beginn des 21. Jahrhunderts 8.600 Brutpaare auf. Seit Beginn des 21. Jahrhunderts brütet sie jedoch auch mit einigen wenigen Brutpaaren in den Niederlanden. Die Zwergmöwe brütet mit wenigen Paaren ebenfalls in Deutschland, Polen und den Niederlanden und überwintert in milden Wintern häufig mit mehreren tausend Individuen in der Küstenregion der Niederlande. Zu den in Mitteleuropa verbreiteten und häufigen Brut- und Jahresvögeln aus der Familie der Möwen zählen Lach-, Silber-, Herings- und Sturmmöwe. Die Schwarzkopfmöwe und die Mantelmöwe sind dagegen lokal verbreitete, nicht sehr häufige Brut- und Sommervögel, die an den Küsten Mitteleuropas auch zunehmend überwintern. Die Mittelmeermöwe brütet seit 1968 am Neuenburgersee. Dort kam es seit den 1980er Jahren zu einem fast exponentiellen Anstieg, so dass dort 2003 649 Paare brüteten. Mittlerweile gibt es auch Ansiedlungen in anderen Binnengebieten Mitteleuropas. In Deutschland ist die Mittelmeermöwe seit 1991 Brutvogel. Für die Steppenmöwe, die bislang mit wenigen hundert Brutpaaren in Polen vorkommt und nach der Brutzeit auch weiter westlich an der Ost- und Nordseeküste beobachtet werden kann, wird prognostiziert, dass sie infolge des Klimawandels ihr Verbreitungsareal deutlich nach Westen ausdehnt und dann auch ein Brutvogel im deutschen, belgischen und niederländischen Binnenland ist.
Die Seeschwalben sind eine Familie, die kleine bis mittelgroße und schlanke Möwenvögel umfasst. Typisch für diese Familie sind die sehr kurzen Läufe. Die Bestände der Zwergseeschwalbe sind in ganz Mitteleuropa auf Grund großräumiger Lebensraumzerstörungen zurückgegangen und beispielsweise an Rhein, Donau, Weser, Elbe und Oder sowie am Genfer und am Bodensee erloschen. Eine ähnliche Entwicklung gibt es für die Lachsee-, Trauer-, Fluss- und die Raubseeschwalbe. Relativ stabil sind die Bestände der Weißbart- und der Weißflügel-Seeschwalbe, deren mitteleuropäische Verbreitungsschwerpunkte in Ungarn und Polen liegen. Bei der Brandseeschwalbe gab es ein Bestandstief in den 1960er Jahren, als der gesamte mitteleuropäische Bestand nur noch 3.900 Brutpaare betrug. Ursache waren neben Lebensraumverlusten vor allem ein Bestandseinbruch infolge durch Biozide wie beispielsweise Telodrin und Dieldrin. Schutzmaßnahmen haben dazu geführt, dass die Art sich wieder deutlich erholt hat. Der Bestand beträgt zu Beginn des 21. Jahrhunderts zwischen 25.000 und 27.000 Brutpaaren und ist trotz dieser positiven Entwicklung immer noch deutlich geringer als die Populationsgröße im 19. Jahrhundert, als allein in Schleswig-Holstein 50.000 Paare brüteten. Eine vergleichbare Entwicklung gibt es für die Küstenseeschwalbe, die aber auf Grund einer geringeren Spezialisierung auf Fischnahrung von der Verseuchung der Küstengewässer mit Bioziden etwas weniger betroffen war als die Brandseeschwalbe.

### Ordnung Taubenvögel, Ordnung Papageien und Ordnung Kuckucke

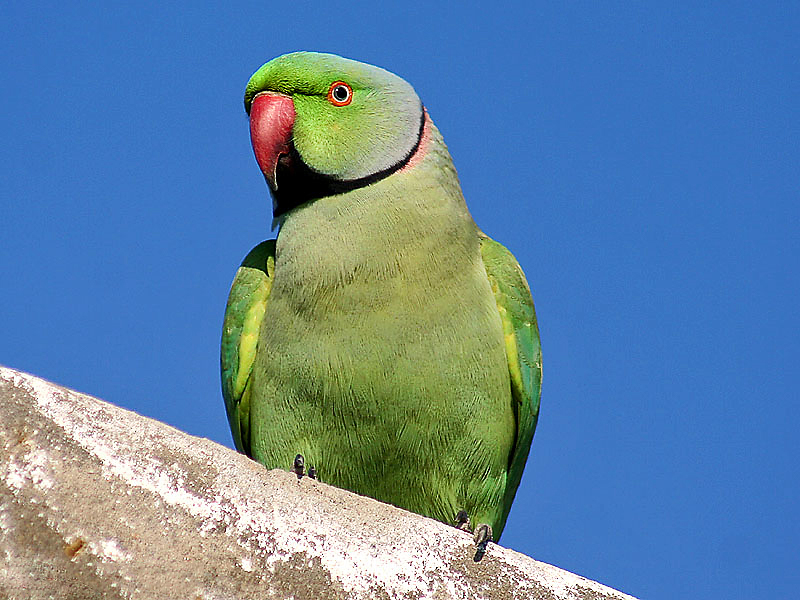
Halsbandsittich

Die im gesamten mitteleuropäischen Raum verbreitete Hohltaube ist anders als die Stadt- beziehungsweise Felsentaube ein Höhlenbrüter. Ringel-, Türken- und Turteltaube errichten dagegen ihre einfachen Nester in Astgabeln von Bäumen oder Sträuchern. Die Türkentaube ist ein verhältnismäßig junger mitteleuropäischer Brutvogel. Ausgehend vom Balkangebiet hat sie sich etwa seit den 1930er Jahren in ganz Europa angesiedelt. Ihre gut dokumentierte Einwanderung gilt als Lehrbuchbeispiel für die Expansion von Vogelarten. Sie hat mittlerweile in weiten Teilen Mitteleuropas ihre Bestandskapazität erreicht. Stadttaube, Turtel- und Ringeltaube gelten als Profiteure der Klimaerwärmung und werden ihr europäisches Verbreitungsgebiet voraussichtlich vergrößern. Für Hohl- und Ringeltaube wird zukünftig eine lückenhaftere mitteleuropäische Verbreitung erwartet.
Bei den in Mitteleuropa brütenden Papageien handelt es sich ausnahmslos um Neozoen, die auf entflogene oder gezielt ausgewilderte Vögel zurückgehen. Die häufigste Papageienart ist der Halsbandsittich, von dem die ersten Bruten 1968 in den Niederlanden festgestellt wurden. In Mitteleuropa existierten für den Zeitraum 2002 bis 2004 mindestens 1.100 bis 1.200 Brutpaare. Der Alexandersittich brütete in Mitteleuropa erstmals 1987. Der mitteleuropäische Brutpaarbestand wurde für das Jahr 2000 auf 30 Brutpaare geschätzt. Freibrütende Mönchssittiche gab es beispielsweise schon in den 1920er Jahren in Wien und München, diese Bestände sind aber wieder erloschen. Erfolgreich brütende Mönchssittiche wurden erstmals 1969 wieder in Aschaffenburg beobachtet, der Bestand beträgt in Mitteleuropa mittlerweile 35 bis 60 Brutpaare. Die Große Gelbkopfamazone ist mit einer Körpergröße von 35 bis 38 Zentimetern die größte in Mitteleuropa brütende Papageienart. Die einzige erfolgreiche Ansiedlung besteht im Raum Stuttgart, wo ein freifliegender Vogel erstmals 1984 beobachtet wurde und gegen Ende des 20. Jahrhunderts zwischen fünf und sieben Brutpaare lebten.
Aus der Ordnung der Kuckucksvögel brütet in Mitteleuropa nur der Kuckuck. Er ist die einzige Art der mitteleuropäischen Avifauna, der als Brutparasit auf die Hilfe anderer Vogelarten für die Aufzucht der Jungen angewiesen ist. Seit Mitte der 1960er Jahre werden für diese Art Bestandsabnahmen und Arealverlust auf Grund von Lebensraumverlusten festgestellt. Gut belegt sind großflächige regionale Rückgänge beispielsweise in der Schweiz. Grundsätzlich besteht die Gefahr, dass durch den starken Bestandsrückgang einiger der Wirtsvogelarten die Kuckucke verschwinden, die sich diesen Wirtsvogelarten angepasst haben.

### Ordnung Eulen

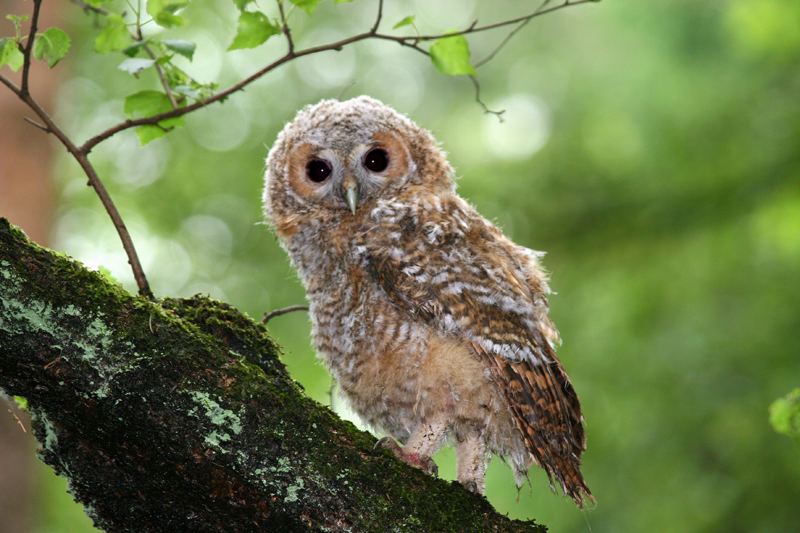
Waldkauzästling

Die Eulen sind überwiegend dämmerungs- und nachtaktive Jäger mit nach vorn gerichteten Augen. Die Schleiereule, die in vielen Regionen der Welt vorkommt, ist in Mitteleuropa die einzige Vertreterin der Familie der Schleiereulen. Insgesamt gibt es für die Schleiereulen für den Zeitraum von 1988 bis 2001 einen gesicherten positiven Bestandstrend, es werden aber die Bestände der 1950er Jahre nicht mehr erreicht. Die Bestände des Raufußkauzes haben sich in den letzten Jahren ebenfalls erholt. Gleichzeitig weiten sie ihr Brutareal deutlich in nördlicher und westlicher Richtung aus. Nicht nur die Bestände des Steinkauzes, sondern auch die der Sumpfohreule, einer ehemals in Mitteleuropa weit verbreiteten Art, sind in der zweiten Hälfte des 20. Jahrhunderts drastisch zurückgegangen. Sie fehlt als Brutvogel zwar nur in der Schweiz und Luxemburg, jedoch brütet sie in weiten Teilen Mitteleuropas nur noch in drei bis vierjährigen Intervallen, wenn auf Grund einer Feldmausgradation ausreichend Nahrung zur Verfügung steht. In solchen Gradationsjahren kommt es zum Teil zu einer kurzfristigen Brutansiedlung von Durchzüglern und Wintergästen aus Skandinavien und Russland. Die mitteleuropäischen Brutbestände sind daher extremen Schwankungen unterworfen. Stabile Brutpopulationen existieren für diese Art nur noch auf den ost- und westfriesischen Inseln.
Der etwa starengroße Sperlingskauz ist die kleinste europäische Eulenart. Die Bestände dieser Eulenart gelten auf Grund ihrer heimlichen Lebensweise als sehr schwer zu erfassen, so dass Ausbreitung und Bestandsentwicklung nur unzureichend dokumentiert ist. Grundsätzlich geht man aber von einer Bestandszunahme in Mitteleuropa aus, wobei neben einer stark abnehmenden Biozidbelastung die Verbesserung der Habitatssituation in den Verbreitungszentren, mildere Winter mit einer verringerten Sterblichkeit der Jungvögel und ein gesteigertes Nisthöhlenangebot durch die Zunahme vieler Spechtarten eine Rolle spielen. Ähnlich wie beim Sperlingskauz ist auch bei der Waldohreule die Bestandserfassung schwierig. Sie zählt aber gemeinsam mit dem Waldkauz zu den häufigsten Eulenarten Mitteleuropas. Der Uhu ist die größte europäische Eulenart. Nach erheblichen Bestandsrückgängen unter anderem durch Bejagung ist diese Art unter strengen Schutz gestellt worden und dank Wiederansiedlungsprogrammen wieder Jahresvogel im gesamten mitteleuropäischen Raum geworden. Die etwa amselgroße Zwergohreule hat ihren mitteleuropäischen Verbreitungsschwerpunkt in Ungarn. Deutschland zählt zum äußersten Nordrand des Brutareals dieser Art und erfolgreich brütende Paare sind sehr selten, aber unter anderem für die Jahre 2003 und 2004 belegt. Der Habichtskauz ist wie die Bartkauz eigentlich ein Brutvogel der borealen Zone. Während es vom Bartkauz einen sehr kleinen Bestand im Białowieża-Nationalpark gibt, kommt der Habichtskauz in Mitteleuropa noch in reliktartigen Inselvorkommen vor. Er ist unter anderem aber auch im Bayerischen Wald wieder angesiedelt worden und brütete dort 1989 erstmals erfolgreich, seitdem er vor allem auf Grund von Bejagung in diesem Gebiet im Jahre 1925/1926 ausgestorben war.

### Ordnung Schwalmvögel und Ordnung Segler

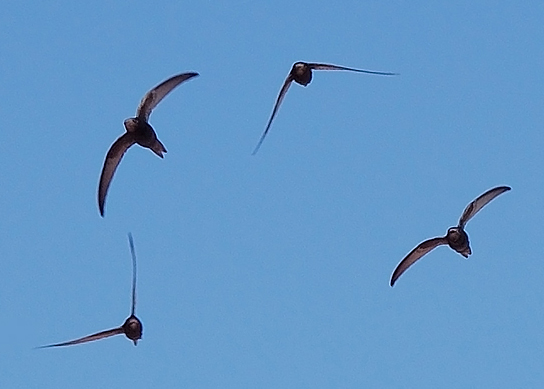
Mauersegler

Die Ordnung der Schwalmvögel ist in Mitteleuropa nur durch den Ziegenmelker vertreten. Diese auf Grund des rindenfarbenen Gefieders gut getarnte Art ist ein Brutvogel warm-trockener Gebiete und kommt beispielsweise in trockenen Heiden vor. Sein Bestand ist unter anderem auf Grund einer Eutrophierung und Vergrasung von Heiden und Trockenrasen und der Aufgabe extensiver Nutzung von Steppen- und Wacholderheiden in weiten Teilen Mitteleuropas rückläufig.
Die Ordnung der Segler umfasst Arten, die sehr schnelle Dauerflieger sind und unter anderem sehr lange Flügel aufweisen. In Mitteleuropa sind nur drei Arten dieser Ordnung als Brutvogel vertreten. Der Alpensegler ist ein Brutvogel in felsigen Gebirgen in der Schweiz und in den österreichischen Alpen. In Deutschland kommt er nur im Südwesten als Brut- und Sommervogel vor. Nur in der Schweiz brütet der Fahlsegler. Der Mauersegler ist deutlich kleiner als der Alpensegler und so extrem an ein Leben in der Luft angepasst, dass er sich außerhalb der Fortpflanzungszeit mehrere Monate so gut wie ununterbrochen in der Luft aufhält. Anhaltende Schlechtwetterperioden meiden Mauersegler durch große Ausweichbewegungen. Während solcher Wetterfluchten kann es beispielsweise über insektenreichen Gewässern oder Sumpfwiesen zu großen Konzentrationen an Mauerseglern kommen. Im Schlechtwettergebiet zurückgelassene Jungvögel können solche Wetterfluchten überstehen, da bereits befiederte Nestlinge in einen Art Hungerschlaf verfallen können, bei dem die Körpertemperatur und die Atemfrequenz reduziert wird. Trotzdem bedingt diese Lebensweise eine sehr geringe Reproduktionsrate, die durch die verhältnismäßig hohe Lebenserwartung der Mauersegler ausgeglichen wird.

### Ordnung Rackenvögel und Ordnung Bucerotiformes

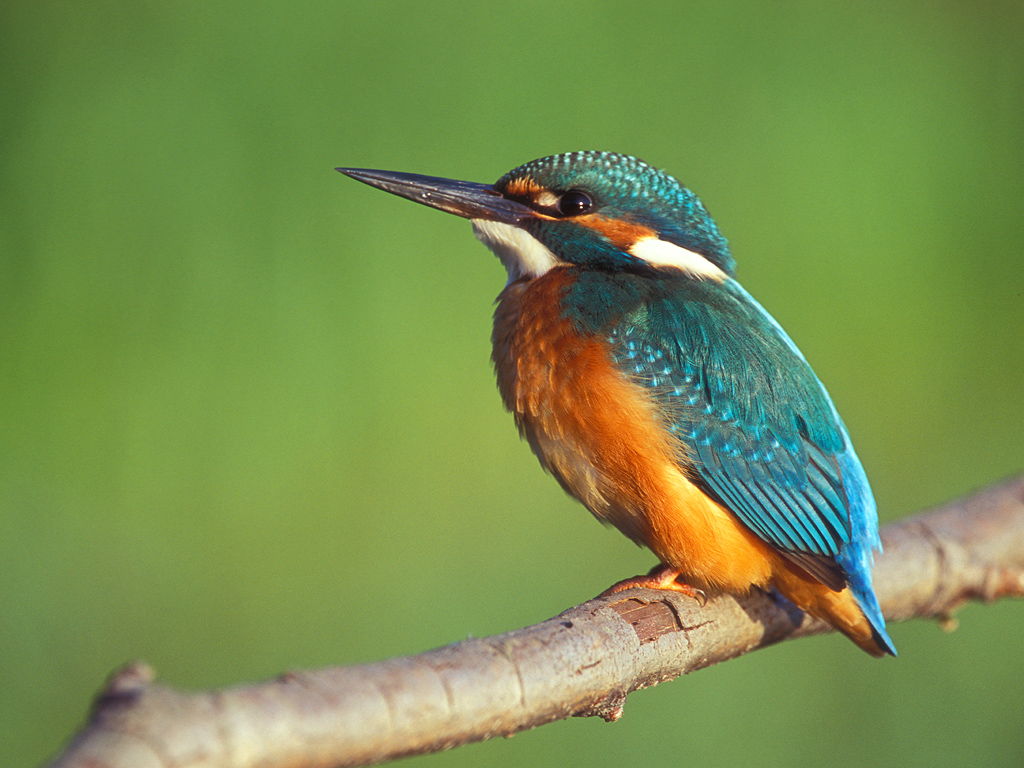
Eisvogel

Die Ordnung der Rackenvögel ist artenreich vor allem in den Tropen vertreten. Zu ihr zählen mit Blauracke und Bienenfresser zwei wärmeliebende Arten, die sich in Mitteleuropa in den Regionen halten können, die ihren spezifischen Ansprüchen an den Lebensraum gerecht werden. Sie sind nördlich der Alpen aber insgesamt seltene Brutvögel. Die Blauracke war zu Beginn des 19. Jahrhunderts infolge einer außergewöhnlich sommerwarmen Klimaperiode bis Dänemark, Schweden und sogar Finnland verbreitet und regelmäßiger Brutvogel auch in der Schweiz und Süddeutschland. Als Ursache ihres weitgehenden Verschwindens in Mitteleuropa gelten nicht nur zunehmend atlantisch geprägte Sommer, sondern auch ein drastischer Rückgang an Großinsekten. Ihr mitteleuropäischer Verbreitungsschwerpunkt ist derzeit Ungarn. In Mitteleuropa ist der Bienenfresser noch deutlich häufiger als die Blauracke. Zu Beginn des 21. Jahrhunderts wurde allein in Ungarn der Brutbestand auf bis zu 40.000 Paare geschätzt. Ähnlich wie Bienenfresser und Blauracke ist auch der zur Ordnung Bucerotiformes gehörende Wiedehopf eine wärmeliebende Art. Während der Klimaverschlechterung im Laufe des 20. Jahrhunderts verlagerte sich sein Verbreitungsareal schrittweise aus dem Nordwesten Europas zurück. In den Niederlanden und in Belgien ist er nur noch auf Restvorkommen begrenzt. Der Verbreitungsschwerpunkt liegt in Polen und Ungarn. Bienenfresser und Wiedehopf werden zu den Profiteuren der Klimaerwärmung gezählt. Prognostiziert wird, dass sich gegen Ende des 21. Jahrhunderts ihr Verbreitungsgebiet über ganz Mitteleuropa erstrecken wird. Bei der Blauracke verschiebt sich das Verbreitungsgebiet zwar nach Nordwesten, das mitteleuropäische Verbreitungsareal nimmt jedoch nur geringfügig zu.
Der bekannteste mitteleuropäische Rackenvogel ist der Eisvogel, der in Deutschland sowohl 1973 als auch 2009 zum Vogel des Jahres gewählt wurde. Extreme Winter gelten als der einflussreichste bestandsmindernde Faktor für diese Art, die kleine Fische erbeutet, indem sie aus der Luft ins Wasser stoßen. Für die Anlage seiner Nisthöhlen benötigt er jedoch auch naturnahe Uferstücke mit einer weichen Abbruchkante und Naturschutzmaßnahmen wie das Abgraben von Steilufern und die Errichtung künstlicher Brutwände haben geholfen, den Eisvogel an geeigneten Gewässern wieder anzusiedeln.

### Ordnung Spechtvögel

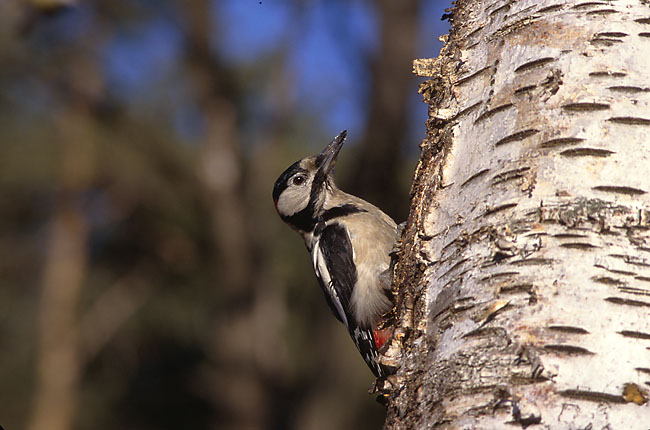
Buntspecht

Zur Ordnung der Spechtvögel gehören kleine bis mittelgroße Vögel, die durch einen Kletterfuß mit zwei nach vorne und zwei nach hinten gerichteten Zehen und einem Stützschwanz besonders an die Lebensweise an Bäumen angepasst sind. Der Wendehals ist eine der wenigen mitteleuropäischen Spechtvögel, die ihre Bruthöhle nicht selber bauen, sondern Höhlen anderer Spechtvögel oder ausgefaulte Astlöcher nutzt. Er profitiert daher in besonderem Maße von Nistkästen. Der Grauspecht ist ein etwas weniger stark spezialisierter Ameisenjäger als der Grünspecht. In seiner Ernährungsstrategie bildet er ein Zwischenglied zwischen vielen Arten der Buntspechte (Dendrocopos) und den vielfach vorwiegend auf Ameisen spezialisierten anderen Arten der Gattung Picus. Diese weniger strikte Ausrichtung des Grauspechtes auf Ameisennahrung erlaubt es den beiden Picus-Arten in vielen Gebieten sympatrisch vorzukommen und bei Distanzen von etwa 100 Metern auch sehr nahe zueinander zu brüten.
Die mit Abstand größte in Mitteleuropa vorkommende Spechtart ist der fast krähengroße Schwarzspecht, der durch sein überwiegend schwarzes Gefieder sowie dem leuchtend roten Scheitel unverwechselbar ist. Dreizehen- und Weißrückenspechte zählten im 19. Jahrhundert noch zu den Brutvögeln im Schwarzwald und Allgäu. Eine intensivere Waldnutzung hat jedoch dazu geführt, dass beide Arten dort verschwunden sind. Sie kommen nur noch in den Alpen und waldreichen höheren Mittelgebirgslagen vor. Bunt, Klein- und Mittelspecht sind dagegen verbreitete und teils häufige Brut- und Standvögel in weiten Teilen Mitteleuropas. Der Blutspecht zählt erst seit dem 20. Jahrhundert zu den Brutvögeln Mitteleuropas. Ausgehend von der Türkei weitete er sein Brutareal nach Nordwesten aus. Insbesondere Ungarn weist einen großen Bestand dieser Art auf.

### Ordnung Sperlingsvögel
Die Sperlingsvögel sind mit weltweit mehr als 6.000 Arten die mit großem Abstand artenreichste Ordnung der Vögel. Auch die meisten mitteleuropäischen Arten gehören dieser Ordnung an. Zu ihr gehört der bis zu 60 Zentimeter große Kolkrabe als auch das zwischen vier und sieben Gramm wiegende Wintergoldhähnchen.

#### Pirole, Würger und Rabenvögel

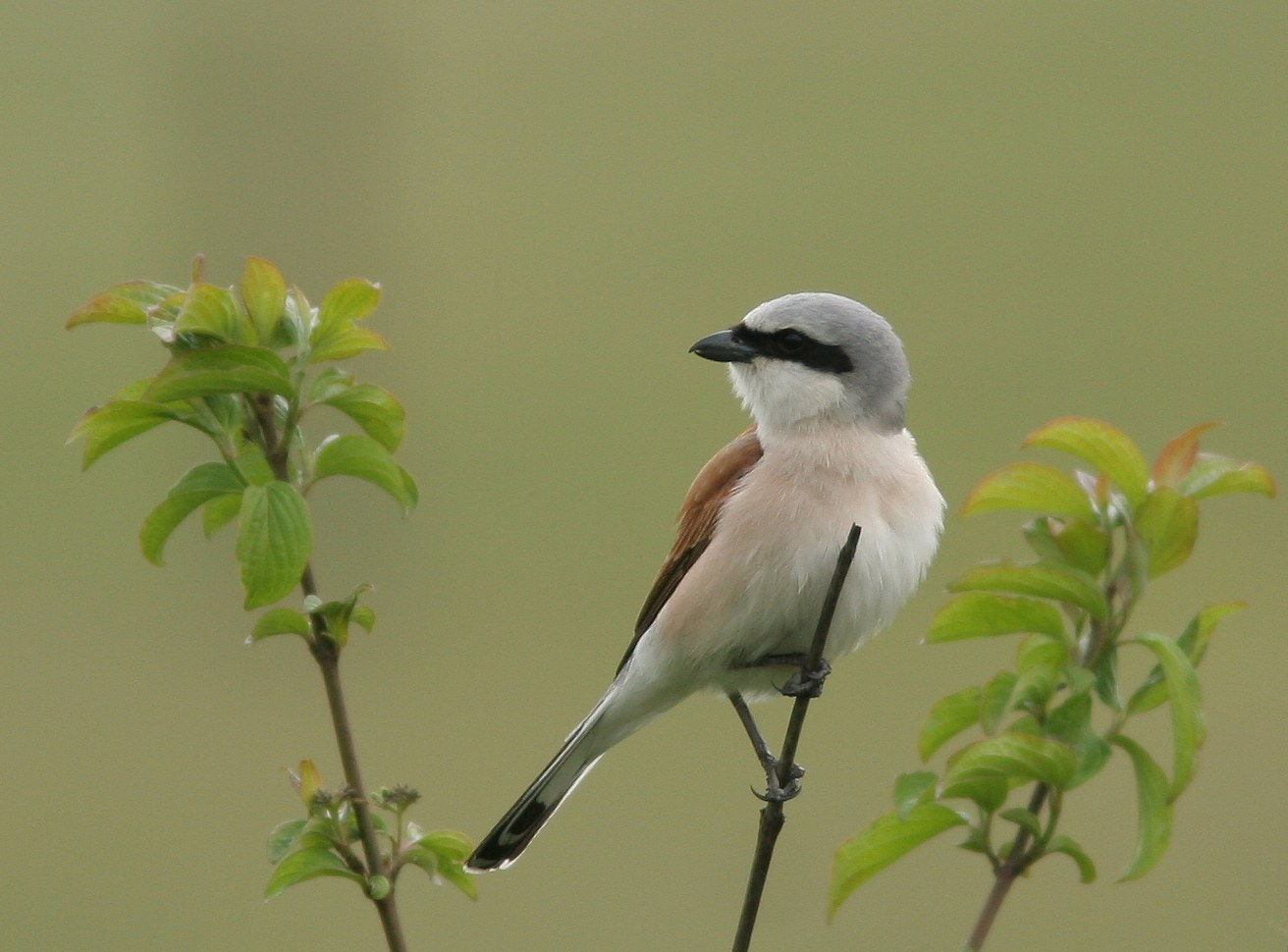
Neuntöter, Männchen

Der Pirol ist der einzige mitteleuropäische Brutvogel aus der Familie der Oriolidae und ist ein nur lückenhaft verbreiteter, nirgends sehr häufiger Brut- und Sommervogel. Die Würger, eine Familie kräftiger lerchen- bis dohlengroßer Singvögel mit Hakenschnabel, kommen mit mehreren Arten in Mitteleuropa vor. Rotkopf- und Schwarzstirnwürger sind seltene und nur lokal verbreitete Brutvögel, die in weiten Teilen Mitteleuropas völlig fehlen. Der Nördliche Raubwürger, der mit einer Körperlänge von bis zu 25 Zentimetern die größte mitteleuropäische Würgerart ist, ist ein weit verbreiteter, aber überall seltener Brutvogel. Die häufigste mitteleuropäische Würgerart ist der Neuntöter, der nur wenig größer ist als ein Sperling. Er ist in Mitteleuropa vorzugsweise in extensiv genutzter Kulturlandschaft wie beispielsweise Streuobstwiesen und Weiden zu finden.
Rabenvögel sind drossel- bis bussardgroße Singvögel, die in ihrem Nahrungserwerb vielseitig und anpassungsfähig sind. Zu den seltensten mitteleuropäischen Rabenvögeln zählen Alpendohle und Alpenkrähe, die beide nur im Alpenraum vorkommen. Die Alpendohle ist eine Charakterart der europäischen Eiszeitfauna und findet ihre speziellen Lebensraumansprüche nur noch in Teilen der kontinentalen Hochgebirge, den mediterranen Berg- und Hügelländern und stark atlantisch beeinflusster Felsenküsten. Ihr mitteleuropäisches Brutareal begrenzt sich auf die Schweiz. Elster, Dohle und Eichelhäher sind dagegen in ganz Mitteleuropa häufige Brutvögel, während der Tannenhäher nur regional vorkommt. Saat-, Raben- und Nebelkrähe fehlen in Teilen Mitteleuropas als Brutvogel, sind aber in einzelnen Gebieten häufig. Der Kolkrabe wurde als vermeintlicher Jagdschädling lange stark verfolgt und in weiten Teilen Europas ausgerottet. Durch einen verbesserten Schutzstatus sind die Bestände seit den 1940er Jahren wieder angestiegen, in Luxemburg ist aber beispielsweise eine erfolgreiche Wiederbesiedlung durch Abschuss und Vernichtung von Nestern und Gelegen bislang verhindert worden. Seit Beginn der 1990er Jahre werden in den Niederlanden Glanzkrähen beobachtet, die mindestens seit 1997 dort auch erfolgreich brüten. Bei diesen im Südwesten Asiens beheimateten Vögeln handelt es sich vermutlich um Gefangenschaftsflüchtlinge, allerdings haben sich Glanzkrähen unter anderem in Küstenregionen des Roten Meers auch durch eine schiffsassistierte Dispersion ausgebreitet. Die Bestandsentwicklung in Mitteleuropa wird intensiv beobachtet, da die Glanzkrähe als intensiver Nisträuber gilt und sich in anderen Regionen der Welt, wo sie sich erfolgreich ansiedeln konnte, durchweg negativ auf den heimischen Brutvogelbestand auswirkte.

#### Beutelmeisen, Meisen, Lerchen und Schwalben

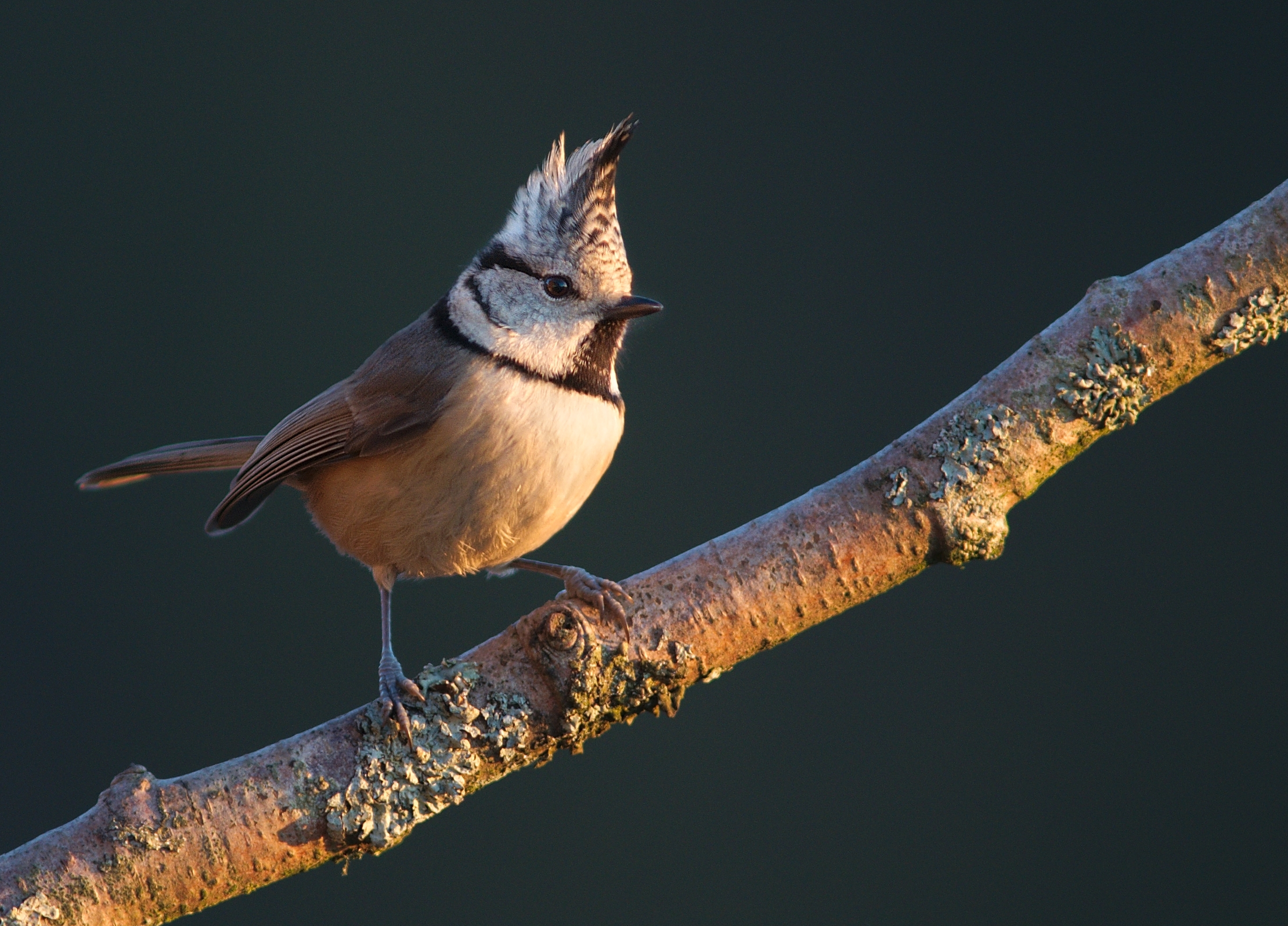
Haubenmeise

Die Beutelmeise war ursprünglich nur im Osten Mitteleuropas beheimatet. Diese Art hat seit 1930 in mehreren, teils sprunghaften Ausbreitungswellen ihr Brutareal bis zum Westen und Südwesten Europas ausgedehnt. Mehrere Faktoren haben bei ihr zu einem mitunter exponentiellen Bestandsanstieg geführt. Günstige klimatische Bedingungen führten zu einer erhöhten Reproduktionsrate und einer geringeren Wintersterblichkeit. Eine zunehmende Eutrophierung der Landschaft verbesserte das Nahrungsangebot und anthropogen beeinflusste Biotope bieten ihr häufig geeignete Lebensräume.
Den meisten Mitteleuropäern gut vertraute Vögel sind die Kohl- und Blaumeise. Auch die Hauben-, Sumpf-, Weiden- und Tannenmeise sind verbreitete und häufige Arten. Anders stellt sich die Bestandssituation für die Familie der Lerchen dar. Die Kurzzehenlerche ist ein Brutvogel der Trockengebiet im Süden der Paläarktis, deren Brutareal vom Nordwesten Afrikas bis nach Zentralasien reicht. Sie brütet in geringer Zahl in Ungarn und der Slowakei. Für diese Art wird prognostiziert, dass bis zum Ende des 21. Jahrhunderts ihr mitteleuropäisches Verbreitungsgebiet zunehmen wird. Die Bestände der Haubenlerche gehen dagegen teils drastisch zurück und einige mitteleuropäische Populationen sind mittlerweile vollständig erloschen. Ungünstige klimatische Ursachen spielen dabei eine Rolle, aber offensichtlich auch Nahrungsmangel und Habitatverluste. Sie ist auf offene, trockenwarme Flächen mit niedriger und lückenhafter Vegetation angewiesen, die sie in der Kulturlandschaft Mitteleuropas zunehmend weniger findet. Auch Feld- und Heidelerche finden auf Grund einer zunehmenden Versiegelung der Landschaft und durch die weitgehende Aufgabe extensiver Weideflächen an Magerflächen zunehmend weniger geeignete Brutareale.
Zur Familie der Schwalben gehören kleine bis mittelgroße Luftinsektenjäger, die sich durch einen stromlinienförmigen Körper mit kurzem Hals und langen spitzen Flügeln kennzeichnen. Ufer-, Mehl- und Rauchschwalbe sind in Mitteleuropa häufige und verbreitete Brut- und Sommervögel. Während die Bestände der Uferschwalbe stabil sind, gehen die Bestände der Rauchschwalbe durch einen zunehmenden Nistplatz- und Nahrungsverlust infolge der Intensivierung der Landwirtschaft zurück. Die vom Nordwesten Afrikas bis zur Inneren Mongolei vorkommende Felsenschwalbe brütet in Mitteleuropa nur in subalpinen bis alpinen Regionen und hat ihren Verbreitungsschwerpunkt in der Schweiz. Auch bei ihr wird erwartet, dass sie gegen Ende des 21. Jahrhunderts weiträumiger in Mitteleuropa vorkommt.

#### Bartmeisen, Schwanzmeisen, Busch- und Laubsänger

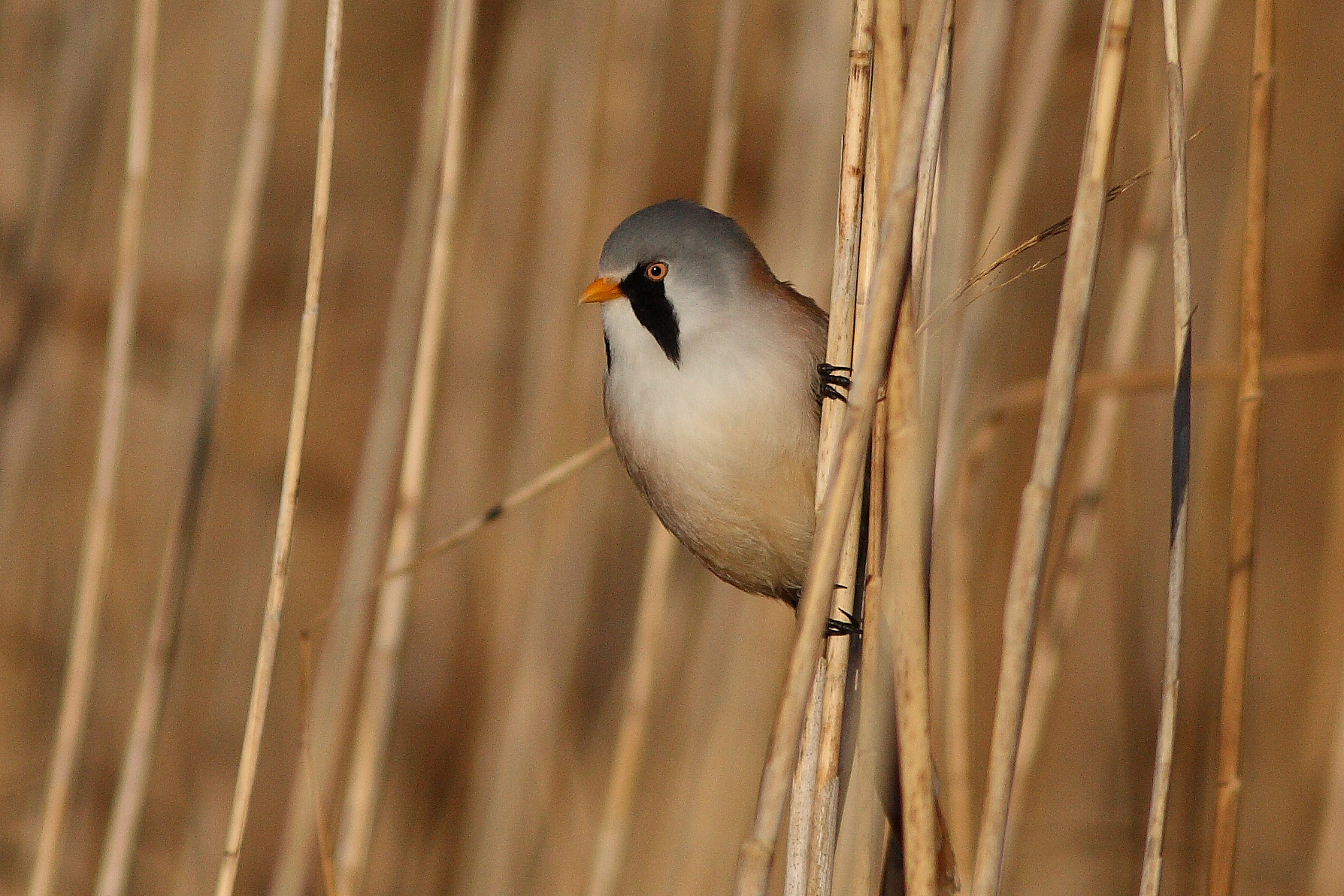
Bartmeise, Männchen

Die Bartmeise, ein kleiner Sperlingsvogel, bei dem das Männchen einen auffallenden breiten schwarzen Bartstreifen aufweist, wird wegen ihrer unsicheren Verwandtschaftsbeziehungen gewöhnlich in eine monotypische Familie gestellt. Sie ist in Mitteleuropa nur lückig verbreitet. Charakteristisch für diese Art sind extreme Bestandsveränderungen mit sprunghaften Zunahmen und Populationszusammenbrüchen während sehr strenger Winter. Die Familien der Schwanzmeisen und Buschsänger sind in Mitteleuropa jeweils nur durch eine Art vertreten. Dank dem geringen Körpergewicht und dem langen Schwanz, den die Schwanzmeise als Balancierhilfe nutzt, ist sie in der Lage, Nahrung an den äußersten Zweigspitzen zu finden, einer Baumregion, die anderen Vogelarten weitgehend verschlossen bleibt. Auch bei dieser Art kann es auf Grund ungünstiger Klimabedingungen zu erheblichen Bestandsrückgängen kommen, die sie in den Folgejahren jedoch wieder ausgleichen kann. Der zu den Buschsängern gehörende Seidensänger ist anders als die Schwanzmeise ein nur sehr lokaler Brut- und Jahresvogel. In den Kältewintern 1984/85 und 1986/87 erloschen die bestehenden mitteleuropäischen Vorkommen vollständig, seitdem gab es eine Wiederbesiedlung Belgiens. Vereinzelte Paare brüten auch in der Schweiz, Ungarn und den Niederlanden.
Die Familie der Laubsänger umfasst sehr kleine, meist grünlich gefärbte, kurzschnäbelige Insektenfresser. Waldlaubsänger, Fitis und Zilpzalp sind in Mitteleuropa verbreitete und häufige Brut- und Sommervögel. Der Berglaubsänger weist ein geschlossenes Verbreitungsgebiet nur in den Alpen, dem Jura und dem Süden des Schwarzwaldes auf. Weiter nördlich gibt es nur unregelmäßige Einzelvorkommen. Der Grünlaubsänger ist ein Brutvogel der Taigazone vom Ochotskischen Meer bis zur Ostsee. Die Art dehnte ihr Verbreitungsgebiet in den letzten Jahren weiter nach Westen aus. Anfang der 1990er Jahre brüteten Grünlaubsänger erstmals auf Helgoland sowie im Riesengebirge. Auch in Polen, wo man 1997 mindestens 20 singende Männchen feststellte, gilt der Grünlaubsänger mittlerweile als etablierter Brutvogel.

#### Grasmücken- und Halmsängerartige

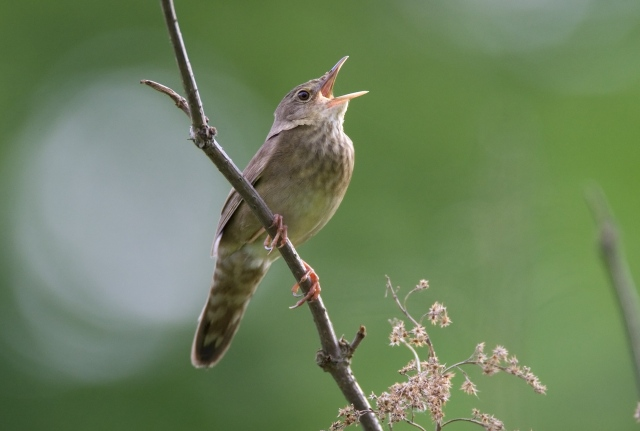
Schlagschwirl

Schwirle sind kleine, Röhricht bewohnende Insektenfresser, die sich durch einen breiten und deutlich gerundeten Schwanz sowie sehr lange Unterschwanzdecken charakterisieren. Bei vielen der Arten ähnelt der Gesang den Lautäußerungen von Insekten. So erinnert das lange, monotone Schwirren des in Europa weit verbreiteten Feldschwirls an Heuschrecken. Einen ähnlichen Schwirrgesang weist der etwas lückiger verbreitete Rohrschwirl auf, während der vorwiegend im Osten Mitteleuropas vorkommende Schlagschwirl ein kontinuierliches wetzendes dzedzedze hören lässt.
Die Bestände von Sumpf- und Teichrohrsänger gelten als überwiegend stabil. Mehrere andere Rohrsängerarten finden jedoch zunehmend keine geeigneten Lebensräume mehr und gehen entsprechend in ihren Beständen zurück. Diese Entwicklung ist beim Schilf- und Drosselrohrsänger zu beobachten. Der Seggenrohrsänger zählt sogar zu den weltweit bedrohten Vögeln und wird von der IUCN als gefährdet (vulnerable) eingestuft. Er ist auf schwach eutrophe Braunmoos-Seggenmoore und Seggenwiesen spezialisiert. 90 Prozent des Weltbestandes kommen nur noch in Polesien vor, einer Niederungslandschaft, die sich vom Osten Polens über den Süden Weißrusslands bis in den Nordwesten der Ukraine erstreckt. Der Mariskenrohrsänger kommt mit zahlreichen inselartigen Vorkommen in einem Gebiet vor, dass sich vom Mittelmeerraum bis in den Nordwesten Indiens erstreckt. Zum Verbreitungsgebiet dieser auf große Röhrichtbestände angewiesenen Art zählt auch der Südosten Mitteleuropas und am Neusiedler See weist er eine höhere Brutpaaredichte als der Rohrschwirl auf.
Der Gelbspötter ist ein in Mitteleuropa verbreiteter, wenn auch nur mäßig häufiger Brut- und Sommervogel. Zwei weitere Spötterarten, der Blassspötter und der Orpheusspötter, sind nur lokal verbreitete Brut- und Sommervögel. Auch der Cistensänger, der zur Familie der Halmsänger gehört, hat in Mitteleuropa nur kleine, meist unbeständige Vorkommen, die überwiegend auf Belgien und die Niederlande begrenzt sind.
Unter den in Mitteleuropa vertretenen Grasmücken gilt die Mönchsgrasmücke als der Brutvogel, der in seinen Lebensraumansprüchen am anpassungsfähigsten ist. Die Bestände gelten deshalb als stabil und nehmen in Belgien, den Niederlanden und Tschechien leicht zu. Stabile Bestände weisen auch Garten- und Klapper- sowie die vorwiegend im Osten Mitteleuropas verbreitete Sperbergrasmücke auf. Bei der Dorngrasmücke sind regionale, kurzzeitige Bestandsschwankungen durchaus normal. In weiten Teilen Europas kam es jedoch gegen Ende der 1960er Jahre zu Bestandseinbrüchen von mehr als 50 Prozent. Als Ursache für diesen Bestandstrend gelten sowohl Dürrejahre in den Überwinterungsgebieten als auch ein Lebensraumverlust in den Brutgebieten. Seit den 1980er Jahren hat sich der Brutbestand vielerorts auf niedrigem Niveau stabilisiert und in Regionen, die dieser Art noch geeignete Lebensräume bieten, gibt es zum Teil deutliche Zunahmen. Zwei weitere Grasmückenarten, nämlich die Orpheus- und die Weißbart-Grasmücke brüten nur mit jeweils sehr wenigen Brutpaaren in der Schweiz.

#### Goldhähnchen, Seidenschwänze, Kleiber, Mauer- und Baumläufer sowie Zaunkönige

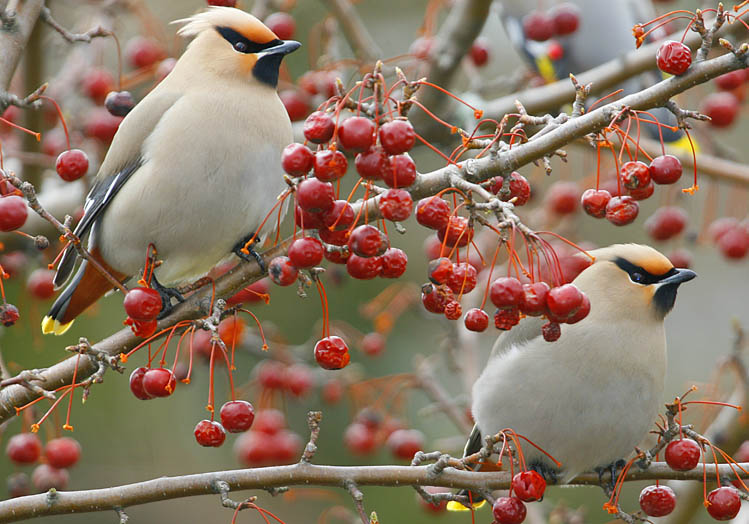
Seidenschwänze

Die Goldhähnchen sind eine kleine, sehr homogene Gruppe insektivorer Sperlingsvögel, die in Mitteleuropa mit zwei fast gleich aussehenden Arten, nämlich dem Winter- und dem Sommergoldhähnchen, vertreten sind. Gemeinsam mit dem weit verbreiteten und häufigen Zaunkönig sind sie die kleinsten europäischen Vögel. Die Reviere der beiden Goldhähnchen, die eine Vielzahl ähnlicher Verhaltensweisen haben, überlappen sich gelegentlich. Sie stehen jedoch in keiner direkten Nahrungskonkurrenz miteinander, da sich das Wintergoldhähnchen auf kleinste Beutetiere spezialisiert hat und anders als das Sommergoldhähnchen diese bevorzugt auf der Unterseite von Ästen sucht. Der Seidenschwanz ist in Mitteleuropa kein Brutvogel. Wenn in ihren weiter nördlich liegenden Brutgebieten Ebereschen nur wenige Beeren tragen, kommt es zu Evasionen der gesamten Population nach Süden und sie treten dann in großen Scharen als Wintergast auf. Zwischen 1900 und 1990 gab es in Mitteleuropa 22 große Invasionen. Der Mauerläufer ist der einzige Vertreter seiner Familie. Er brütet in zerklüfteten und spaltenreichen montanen bis hochalpinen Felsgebieten. Entsprechend liegt sein mitteleuropäischer Verbreitungsschwerpunkt in Österreich und der Schweiz. Weiter verbreitet ist der Kleiber, ein gedrungener Singvogel mit langem pfriemförmigem Schnabel und einem kurzen Schwanz, der anders als bei den Spechten keine Stützfunktion hat. Er ist in Mitteleuropa ein verbreiteter Brut- und Jahresvogel. Die Baumläufer sind in Mitteleuropa mit dem Wald- und dem Gartenbaumläufer als verbreitete und recht häufige Brut- und Jahresvögel vertreten.

#### Stare, Wasseramseln und Drosseln

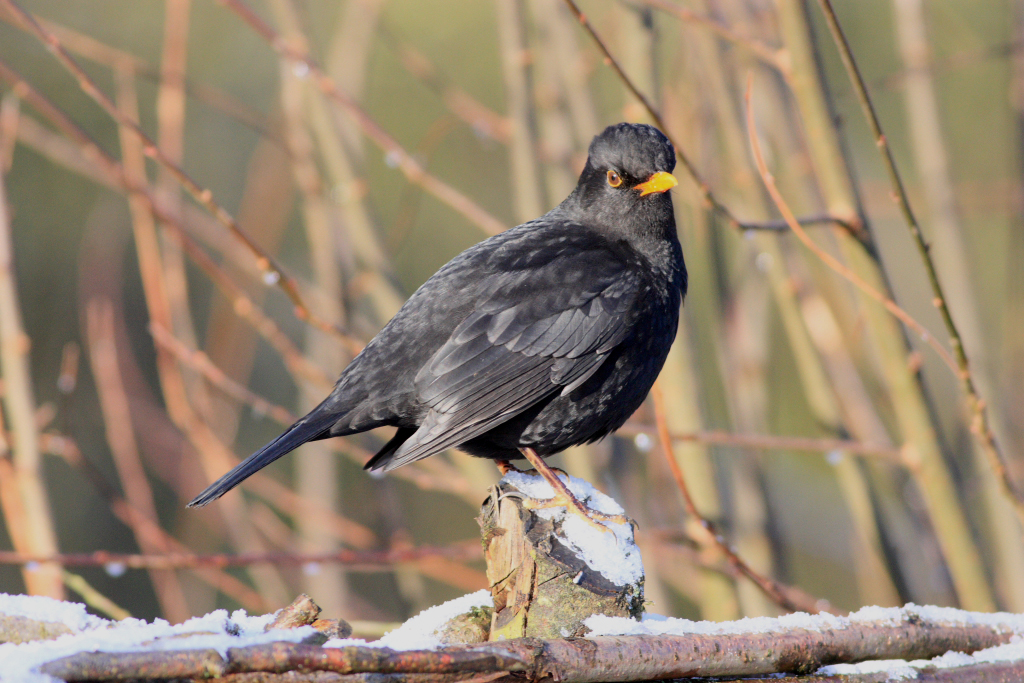
Amselmännchen

Stare sind arthropoden- und früchtefressende Singvögel mit einer aufrechten Haltung, die anders als die Drosseln nicht hüpfen, sondern trippeln. Der Star ist einer der häufigsten Vögel der Kulturlandschaft, dessen Bestand allein in Deutschland auf bis zu 4,3 Millionen Brutpaare geschätzt wird. Der Rosenstar brütet dagegen nur in Ungarn, fliegt aber in anderen mitteleuropäischen Regionen gelegentlich invasionsartig ein.
Die Wasseramsel ist der einzige mitteleuropäische Singvogel, der regelmäßig schwimmt und sogar taucht. Sie weist mehrere Anpassungen an das Wasserleben auf. So ist ihr Gefieder dichter als bei anderen Singvögeln, die Bürzeldrüse ist auffallend groß und die Nasenöffnung am Schnabel kann durch Häute verschlossen werden. Bei mehreren Drosselarten ist eine Erschließung neuer Lebensräume zu beobachten. Das bekannteste Beispiel ist die Amsel, die heute zahlreich im menschlichen Siedlungsraum vorkommt. Die Wacholderdrossel hat Mitteleuropa in mehreren Wellen erst im 19. Jahrhundert besiedelt, sie ist mittlerweile ein verbreiteter und häufiger Brutvogel. Die Misteldrossel ist eigentlich eine in lichten, hochstämmigen Altholzbeständen brütende Art, erschließt sich aber im Nordwesten Deutschlands zunehmend halboffene Landschaften. Während die Singdrossel in ganz Mitteleuropa eine verbreitete und häufige Vogelart ist, kommt die Ringdrossel nur in höheren Lagen vor. Sie brütet in Österreich und der Schweiz in den Alpen sowie im Osten in den Karpaten, dem Erz- und Riesengebirge. Vorwiegend auf Polen begrenzt ist dagegen die Rotdrossel, die kleinste in Mitteleuropa brütende Drosselart.

#### Fliegenschnäpper

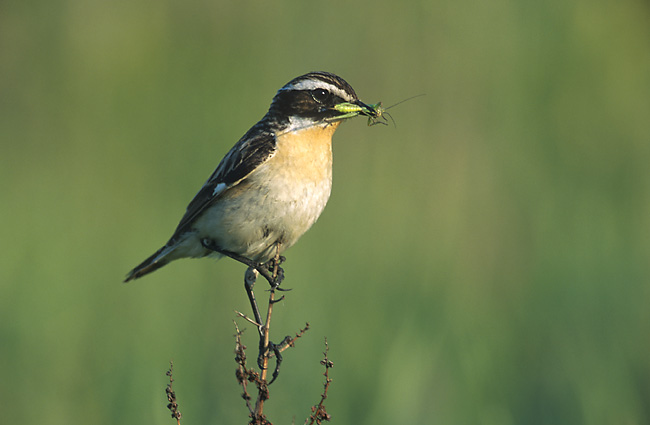
Braunkehlchen

Die Fliegenschnäpper sind eine recht große Gruppe insektivorer Sperlingsvögel, die ausschließlich in der Alten Welt vorkommen. In der Regel sind sie von kleiner Statur mit einem feinen, an der Basis flachen Schnabel. Zu dieser Familie zählen so bekannte Arten wie Rotkehlchen, Garten- und Hausrotschwanz. In weiten Teilen Mitteleuropas vorkommende Brutvögel dieser Familie sind Grau-, Halsband- und Trauerschnäpper, Braunkehlchen und Steinschmätzer.
Der Verbreitungsschwerpunkt des Zwergschnäppers liegt in der südlichen borealen Zone Europas bis zum Ural. Sein mitteleuropäischer Verbreitungsschwerpunkt ist Polen, aber auch in Deutschland brüteten zu Beginn des 21. Jahrhunderts rund 4.500 Paare dieser Art. Der Sprosser ist die Schwesterart der Nachtigall, die er im Norden und Osten Europas ersetzt. Die Verbreitungsgrenzen der beiden Arten verlaufen diagonal durch Mitteleuropa. In dem schmalen Streifen, in dem beide Arten vorkommen, präferiert die Nachtigall die trockeneren Standorte. Sie pflanzen sich gelegentlich auch gemeinsam fort, es sind jedoch nur die männchen Nachkommen solcher Verbindungen fortpflanzungsfähig. Das Blaukehlchen wird aufgrund der Kehl- und Brustfärbung der adulten Männchen in zwei Gruppen, nämlich das Weißsternige und das Rotsternige Blaukehlchen, unterteilt. Diese Merkmale unterliegen aber wahrscheinlich einem einfachen genetischen Steuermechanismus, sind entsprechend schnell veränderlich und stellen keine weitgehende genetische Differenzierung dar. Die Rotsternigen Blaukehlchen sind vor allem in Nordeuropa verbreitet und kommen in einzelnen Ansiedlungen in den Hochlagen der Karpaten und der Alpen vor. Das Weißsternige Blaukehlchen ist vor allem in den Tieflagen Mitteleuropas und Osteuropas verbreitet.

#### Braunellen und Sperlinge

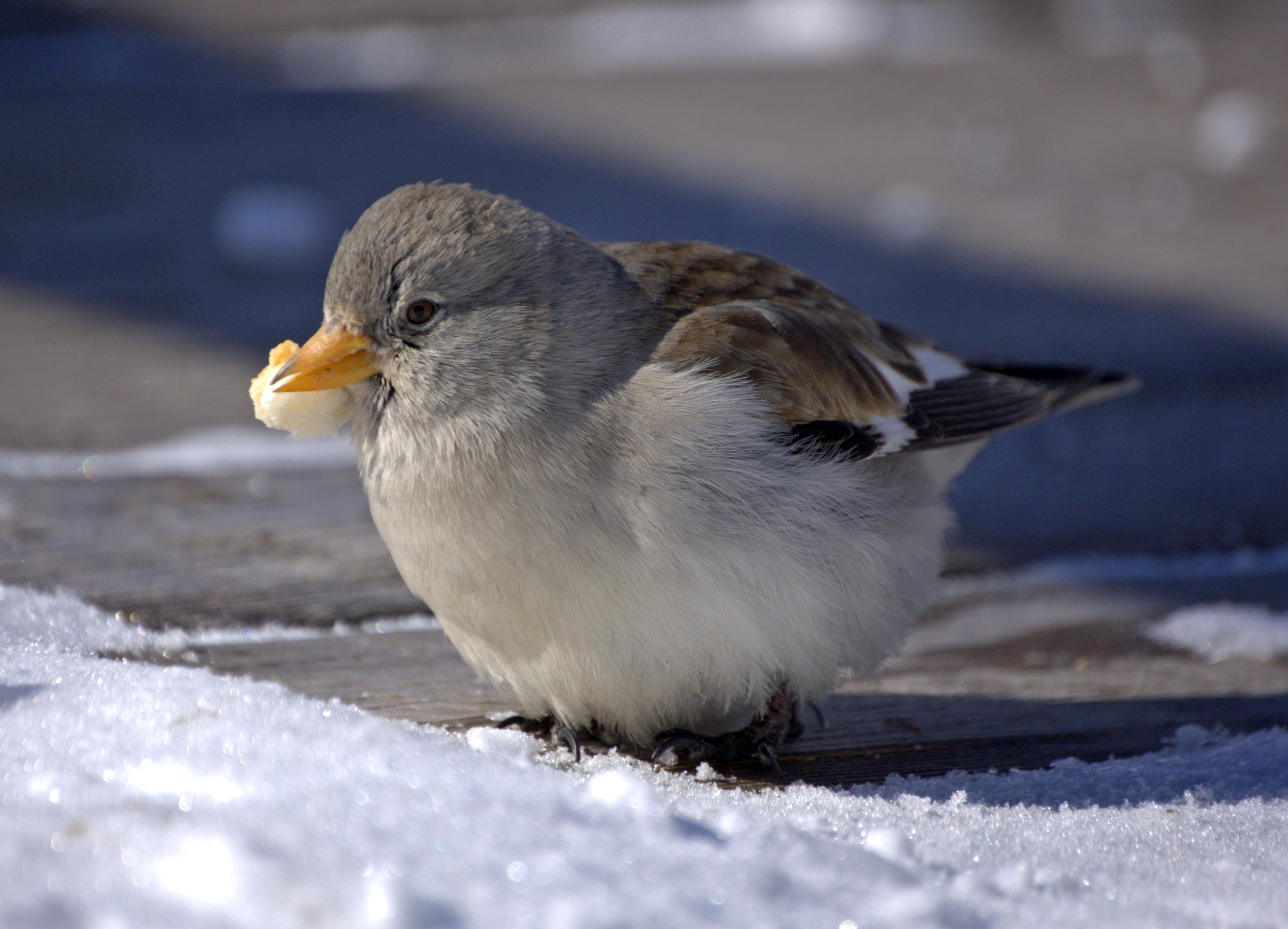
Schneesperling

Braunellen sind sperlings- bis starengroße Bodenbewohner. Die meisten Arten kommen in höheren Lagen vor, lediglich die Heckenbraunelle besiedelt auch das Tiefland. Bei dieser Art sind gebietsweise deutliche Zunahmen und Arealausweitungen zu verzeichnen, da sie von der Anpflanzung von Fichtenkulturen profitiert. Die Alpenbraunelle ist ein Brutvogel der Gebirge und in der westlichen Paläarktis nur inselartig verbreitet. In Mitteleuropa kommt sie in den Alpen, der Tatra und im Karpatenbogen vor. Berg- und Schwarzkehlbraunelle treten in Mitteleuropa nur selten als Irrgast auf.
Haussperling und Feldsperling sind in Mitteleuropa sehr häufige und verbreitete Brut- und Jahresvögel aus der Familie der Sperlinge. Die taxonomische Stellung des Italiensperlings, dessen mitteleuropäische Verbreitung auf die Schweiz und in deutlich geringerer Zahl auf Österreich begrenzt ist, ist umstritten. Einige Autoren sind der Ansicht, es handele sich um eine Hybridform zwischen Weiden- und Haussperling. Der Steinsperling ist mittlerweile in Mitteleuropa ausgestorben und in seiner jetzigen Verbreitung auf Südeuropa beschränkt. Die letzten mitteleuropäischen Brutvorkommen erloschen in der ersten Hälfte des 20. Jahrhunderts, ein Wiederansiedlungsversuch in Rheinland-Pfalz in den Jahren 1959 und 1960 scheiterte. Irrgäste erreichen jedoch gelegentlich noch Polen. Als Ursache des Verschwindens des Steinsperlings gelten neben menschlicher Nachstellung und einer zunehmenden Nistplatzkonkurrenz mit Star und Haussperling auch kühlere, feuchtere Sommer. Der Schneesperling ist ein Brutvogel der Hochgebirge und -steppen der südlichen Paläarktis. In Mitteleuropa kommt er lediglich in den Alpen vor.

#### Stelzenverwandte

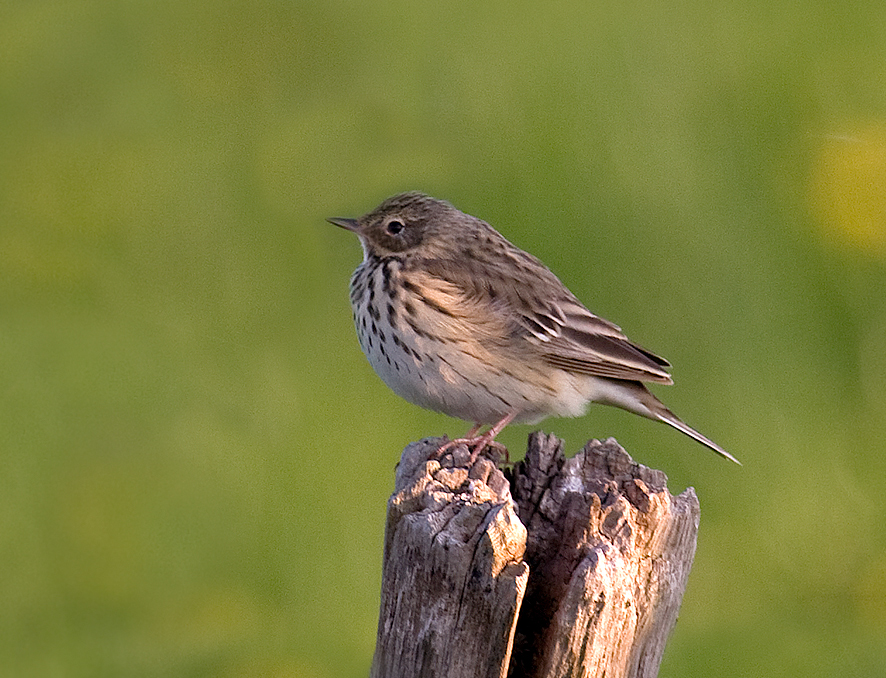
Wiesenpieper

Stelzen und Pieper sind kleine bis mittelgroße, langgestreckte und hochbeinige Insektenfresser, die in der Regel einen langen Schwanz haben. Am häufigsten kommt aus dieser Familie der Baumpieper vor, der offene bis halb offenes Geländes als Biotop nutzt, das eine gut ausgebildete, reich strukturierte Krautschicht sowie hohe Bäume oder Sträucher aufweist, die als Singwarten dienen. Der Wiesenpieper ist ein Feuchtwiesenbewohner, der Nahrung nur auf Flächen mit einer maximal neun Zentimeter hohen Pflanzendecke sucht. Er benötigt entsprechend staunasse Wiesen, Heide- und Moorflächen, Magerrasen und möglichst extensiv genutztes Dauergrünland. Noch spezifischer sind die Lebensraumansprüche des Brachpiepers, der großflächig mosaikartig strukturierte Flächen benötigt, bei dem sich vegetationsfreie Flächen mit höher bewachsenen abwechseln und spärlicher Baumbewuchs Singwarten bieten. Der Bergpieper brütet nur auf Alpenmatten und in höheren Mittelgebirgen. Mittelgebirgslagen bieten dieser Art jedoch nur ein sehr begrenztes Lebensraumangebot, natürliche und anthropogen bedingte Veränderungen der Lebensräume haben drastische Auswirkungen auf die häufig kleinen Populationen. So sind beispielsweise die Bestände des Bergpiepers in der Rhön und im Allgäu im Verlauf des 20. Jahrhunderts erloschen. Sein mitteleuropäischer Verbreitungsschwerpunkt ist die Schweiz, Der Rotkehlpieper ist ein Brutvogel der Tundren Eurasiens, er ist aber zu beiden Zugzeiten als regelmäßiger, wenn auch seltener Durchzügler zu sehen. Auch der Strandpieper ist in Mitteleuropa überwiegend als Durchzügler zu beobachten. In Deutschland kam es gegen Ende des 20. Jahrhunderts zu ersten Brutansiedelungen.
Die Gebirgsstelze sucht ihre Nahrung bevorzugt an rasch fließenden Gewässern. Dadurch ist sie verglichen zur Bach- und Schafstelze in der Lage, verhältnismäßig unabhängig von Frost und Schnee oder kühler Witterung ausreichend Insekten zu finden. Sie beginnt deswegen sehr früh mit der Eiablage und ist in vielen Teilen Mitteleuropas sogar nur ein Teilzieher. Die Zitronenstelze war ursprünglich in Mitteleuropa nur ein Ausnahmegast. 95 Prozent des europäischen Bestandes brüten im europäischen Teil Russlands, eine deutliche Westexpansion dieser Art hat in der Mitte zu einer Brutansiedlung auch in Mitteleuropa geführt. In Polen brüteten zu Beginn des 21. Jahrhunderts bis zu 50 Brutpaare. Erste Brutpaare dieser Art wurden auch in der Schweiz, Deutschland und der Slowakei beobachtet.

#### Finken und Ammern

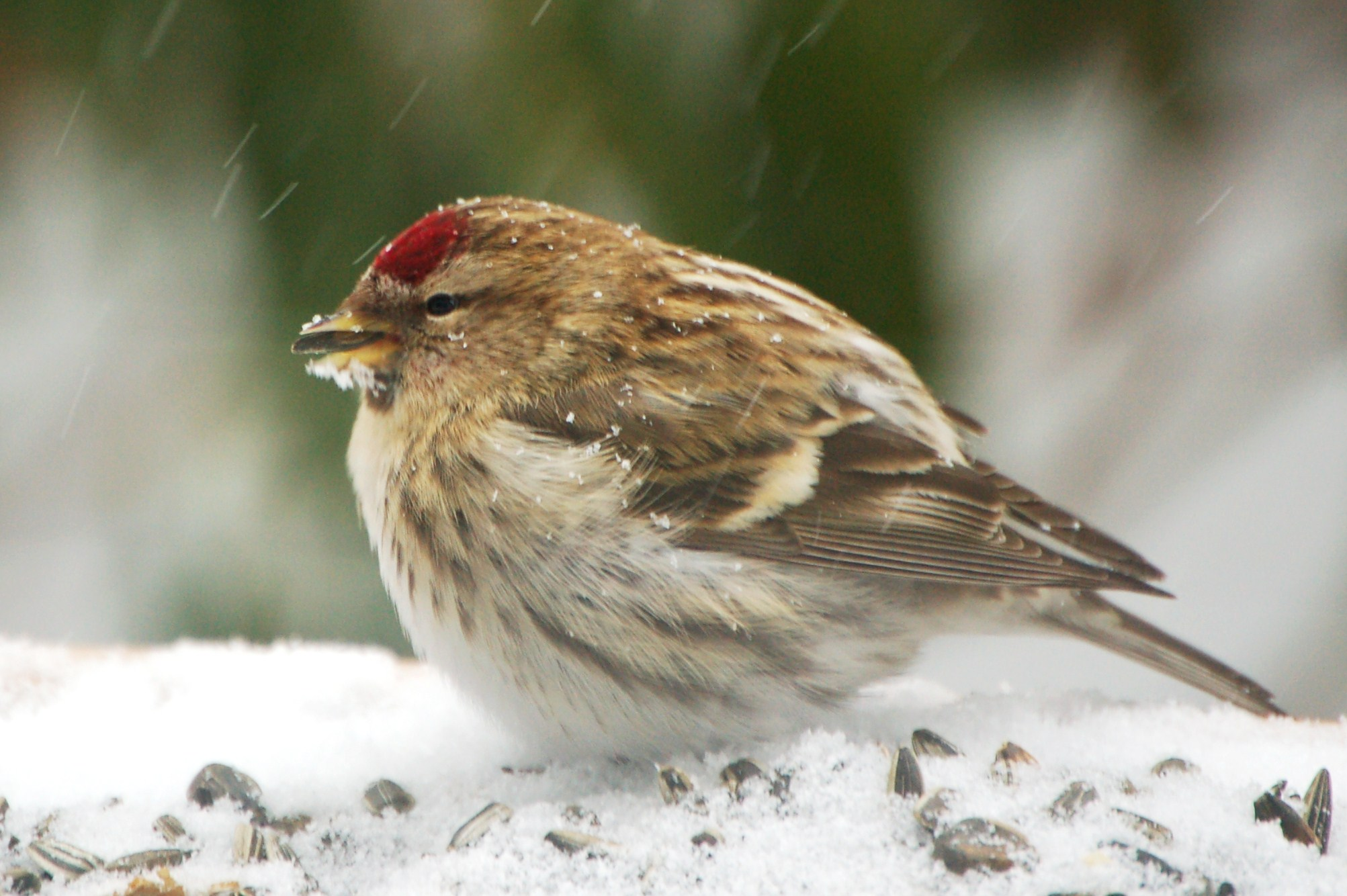
Birkenzeisig

Finken sind kleine bis mittelgroße Samenfresser mit kegelförmigen, oft großen Schnäbeln. Zu den häufigen und verbreiteten mitteleuropäischen Brutvögeln aus dieser Familie zählen Buchfink, Kernbeißer, Gimpel, Girlitz, Grünfink, Stieglitz und Bluthänfling. Sehr unstete mitteleuropäische Brut- und Jahresvögel mit jährlich wechselnder Verteilung und lokal unterschiedlicher Häufigkeit sind Erlenzeisig und Fichtenkreuzschnabel. Bei beiden Arten spielt das jährlich wechselnde Angebot an Fichtenzapfen eine entscheidende Rolle, auch wenn der Erlenzeisig neben Fichtensamen Samen von Erlen, Birken, Lärchen, Weiden, Pappeln und verschiedenen Stauden frisst. Bergfink und Berghänfling sind in Mitteleuropa häufige Durchzügler und Wintergäste. Typisch für den Bergfink, bei dem es in Mitteleuropa gelegentlich zu zeitlich begrenzten Brutansiedelungen kommt, sind wechselnde Überwinterungsschwerpunkte und große Ansammlungen in Regionen mit Buchenmast. In der Schweiz kam es auf Grund des überreichen Bucheckerangebots 1946/47 und 1951/52 zu Schlafplatzkonzentrationen von elf beziehungsweise 70 Millionen Bergfinken. Invasionsverhalten kommt auch bei anderen, vorwiegend in Nordeuropa brütenden Finkenarten vor. So gab es im Winter 1990/91 im Nordwesten Mitteleuropas eine Invasion von Polarbirkenzeisigen, Kiefern- und Bindenkreuzschnäbeln. Invasionsartige Einflüge kennt man auch vom Birkenzeisig, der in Mitteleuropa gleichzeitig ein lückig verbreiteter und lokal häufiger Brut- und Jahresvogel ist. Seit den 1970er Jahren hat er sich in einigen Regionen Mitteleuropas stark ausbreiten können, wobei mehrere Faktoren eine Rolle spielen. Er stellt keine hohen Anforderungen an seine Bruthabitate und findet geeignete Standorte auf stark anthropogen beeinflussten Flächen wie Parklandschaften und Aufforstungsflächen. Sein evasionsartiges Zugverhalten fördert gleichzeitig die Besiedlung neu entstandener geeigneter Lebensräume. Er hat außerdem ein hohes Reproduktionspotential und mildere Wintertemperaturen bedingen eine höhere Überlebensrate. Lediglich im Osten Mitteleuropas häufige Brutvögel ist der Karmingimpel. Der Zitronengirlitz brütet im Südwesten der Paläarktis bevorzugt in Montan- und Subalpinstufen. Er kommt unter anderem in den Alpen, aber auch im Schwarzwald und den Vogesen als Brutvogel vor.
Ammern unterscheiden sich von Finken unter anderem durch die fast S-förmig geformten Schneideränder des Schnabels. Zu den häufigen mitteleuropäischen Vertretern zählen Gold- und Rohrammer. Seltener sind Ortolan und Grauammer, die ihren Verbreitungsschwerpunkt im Osten Mitteleuropas haben. Mitteleuropa stellt sowohl für die Zaun- als auch Zippammer die nördliche Verbreitungsgrenze dar. Beide Arten sind vorwiegend in der Schweiz verbreitete Arten. Sporn- und Schneeammer sind im mitteleuropäischen Küstenbereich regelmäßige Durchzügler und Wintergäste.